# Přísečnice
| Přísečnice |

Blick vom Gipfelrand des Jelení hora in Richtung Mědník. Das ehemalige Stadtgebiet (markiert) liegt versunken unter der Wasseroberfläche.
Přísečnice (deutsch Preßnitz [ˈpʁeːsnit͡s]) war eine alte Bergstadt im Ústecký kraj in Tschechien. Mit Beschluss zum Bau der Talsperre Preßnitz wurde der Ort folgend ausgesiedelt und aufgegeben. Das ehemalige Stadtgebiet liegt versunken unter der Wasseroberfläche.

## Geographie

### Lage von Preßnitz
Die Stadt in Westböhmen befand sich bis 1974 auf dem Kamm des Erzgebirges an der Stelle, wo sich heute der Stausee der Talsperre Preßnitz erstreckt. Das Kataster von Přísečnice umfasst eine Fläche von 1290,0872 ha und gehört zur Gemeinde Kryštofovy Hamry (deutsch Christophhammer).
In ihrer mittelalterlichen Geschichte wurde die Siedlung Preßnitz mindestens einmal verlegt. Dies hing wohl mit kriegerischen Ereignissen zusammen. Als mutmaßliche Standorte der ersten Siedlung „Bresnitz“ im Hochmittelalter sind der „Kremsiger“ (Bergbaugebiete bei Pleil-Sorgenthal mit nachgewiesener Königlicher Münzprägestätte) aber auch die St. Nikolauskirche (spätere Friedhofskirche der Stadt) vermutet worden. Bei (ungenügenden) Grabungen an der Nikolauskirche vor ihrem Abriss wurde nur Fundmaterial des 15. bis 19. Jahrhunderts geborgen.
Das frühneuzeitliche Preßnitz (Stadtzentrum mit Wasserburg und Marktplatz) wurde spätestens um 1500 etwa 1,2 km südöstlich des Heegberges mitten im Tal des Preßnitz-Baches angelegt. Dieser tiefste Teil der Stadt befand sich etwa auf 725 m n.m. Für den Marktplatz (ungefähre Lage) gibt das gleiche Buch 720 m n.m. an.
Wichtige Handelsstädte in der Nähe waren:
- südwestlich Karlsbad, 30 km Luftlinie
- nordwestlich Annaberg, 15 km Luftlinie
- südöstlich Kaaden, 13 km Luftlinie
- östlich Komotau, 18 km Luftlinie

### Ehemalige Nachbarorte
im Osten:
- Stadt Sonnenberg

im Südosten:
- Reischdorf (abgesiedelt)
- Tomitschan mit anderen Ortsteilen, u. a. Pöllma (Podmilesy) bei Preßnitz, Neudörfel bei Reischdorf (Nová Víska) und der Wüstung Kretscham (Krčma)
- Dorf Wohlau (Teilwüstung)

im Südwesten:
- Dörnsdorf (abgesiedelt)
- hinter Dörnsdorf: Köstelwald (teilweise abgesiedelt, Teilwüstung), gehört nun zu Kupferberg
- Wenkau/(Wenkov), Wüstung?, gehört nun zu Kupferberg
- Bergstadt/Gemeinde Kupferberg

im Westen:
- Dorf Orpus (heute zu Christophhammer gehörend)
- Stadt/Gemeinde Schmiedeberg

im Norden:
- Dorf Christophhammer (zu dem heute die ganze Preßnitzer Flur, zusammen mit denen von Reischdorf und Dörnsdorf gehört)
- Stadt Jöhstadt in Sachsen
- ehemalige Siedlung Hegerhaus zwischen Christofhammer und Pleil-Sorgenthal (vermutlich heute wüst)

im Nordwesten:
- Dörfer Pleil und Sorgenthal, der vereinte Ort heißt heute Černý Potok, also „Schwarzwasserbach“ und gehört zu Christophhammer
- Stadt Weipert

### Berge und Erhebungen um Preßnitz
(nach einer Karte von 1861)
- im Westen der ehemaligen Stadt/Talsperre der Große Spitzberg (Velký Špičák, Schmiedeberger Spitzberg, 965,0 m, Lage) mit dem vorgelagerten kleineren Heegberg (heute: Hajiste, 806,9 m, Lage)
- im Südwesten: Mittlerer Spitzberg (Střední Špičák, 924 m) und Kleiner Spitzberg (Malý Špičák, 895 m), beide südwestlich vom Großen Spitzberg[V 5]
- im Nordosten der Haßberg (Jelení hora, 994 m; Lage) und der kleinere südwestlich vorgelagerte Höllberg (heute Holy vrch, 795,5 m; Lage)
- im Süden der Vogelherd (bei Kupferberg) und der Kupferhübel (heute Mědník, 910 m; Lage) bei Kupferberg/Měděnec
- im Nordwesten der Kunstberg (Cernopotocky vrch, 849,1 m?; Lage) auf dem ehemaligen Bergbaugebiet Kremsiger bei Pleil-Sorgenthal
- im Südosten die Pöllmer Höhe (Podmileska vyslina, 874,1 m?) und der Bublet? (860,9 m?) bei Reischdorf
- im Südosten die Reischdorfer Höhe ca. 853 m, und Reischberg (Lysá hora, 875 m, heute stehen hier Windkraftanlagen)
- im Süden der Hammerberg bei Dörnsdorf[V 6]
- der Sandberg (Písečná hora) über den die Bahnlinie Komotau–Weipert führt (bei Dörnsdorf?)

Die heutigen Bezeichnungen und Höhenangaben entstammen teilweise einer touristischen Karte des Erzgebirges aus dem Jahre 1992. Der zwischen Weipert und der Preßnitz-Talsperre gelegene Berg Přísečnicka hora (854,2 m; Lage) laut touristischer Karte von 1992 würde also übersetzt „Preßnitzer Berg“ heißen. Er wurde offenbar nach dem Bau der Talsperre umbenannt, denn eine deutschsprachige Karte nennt ihn „Königinberg“.

### Ehemalige Bäche im Preßnitz-Talkessel
Am südlichen Stadtrand von Preßnitz vereinigten sich Hammerbach (älter: Hammerle-Bach; Hamerský potok; aus dem Hammerlegrund kommend), Dörnsdorfer Bach und Reischdörfer Bach zum Preßnitz-Bach, der auch „Die Bresnitz“ genannt wurde. Es existierten noch weitere Bäche und Ausflüsse aus Bergwerksstollen (z. B. Bergwasser vom Neuen Stück, Bergwässer vom Scheib-Revier, Bergwässer vom Orpuser Revier, Wasser des Erbstollen „Haus Österreich“), die auch in die Bresnitz hineinflossen. Ein aus dem Westen zufließender Bach, der Schießhaus-Bach speiste das Preßnitzer Freibad (und den Stadtmühlgraben) und vereinigte sich östlich des Marktplatzes mit dem Preßnitz-Bach. Weitere in die Preßnitz fließende Bäche waren der Bach der Kempteiche/Altvaterteiche am Heegberg und der Orpusbach (auch Steiner Schotten genannt), aus dem Ort Opus kommend. Außerhalb der Stadt (abwärts der Preßnitz) mündeten der Saubach und der Rohrschmiedebach (aus Westen und Nordwesten kommend) und der Rote Bach (Červený potok) aus Osten vom Höllberg kommend in die Preßnitz. Außerdem gab es noch den Brandbach (Požární potok).
Seit dem Bau der Talsperre sind die meisten Bäche komplett oder teilweise unter dem Wasserspiegel der Talsperre versunken.

### Ehemalige Teiche im Preßnitz-Talkessel
- zwei Kempteiche und zwei Altvaterteiche nordwestlich von Preßnitz am Heegberg
- Großer Teich an Nordseite der Stadt Preßnitz
- drei (oder vier?) Nittnerteiche am Schießhausbach westlich von Preßnitz parallel der Straße nach Schmiedeberg
- drei Teiche bei Köstelwald und Dörnsdorf am Preßnitzbach
- ein Stausee bei Orpus am Hammerlebach/Hammerbach
- die Drei Teiche nordwestlich des Höllberges
- Gärberteich am Roten Bach südwestlich des Haßberges, östlich des Weißen Hofes[2]

### Geologie
Die Berge um den Preßnitzer Talkessel sind zumeist vulkanischen Ursprunges. So auch Haßberg, Großer, Mittlerer und Kleiner Spitzberg und Kupferhübel. Diese Berge sind Basaltkuppen. Die ansonsten im Preßnitzer Talkessel vorkommenden Gesteine sind: Biotit, Muskowit-Biotit-Paragneise – teilweise magmatisiert (aufgeschmolzen) –, sowie Glimmerschiefer. In dessen Schichten treten quarzhaltige Skarnlinsen auf, die Mineralien von Edelmetallen (Kupfer, Silber) oder rotbraune Eisenhydroxide enthalten.
Quarz bildet durch Verunreinigungen im Preßnitzer Talkessel Vorkommen von Halbedelsteinen wie Chalzedon bei Pleil-Sorgenthal und lila Amethyste sowie rosa bis graufarbigen Hornstein am Haßberg – auf Halden des Altbergbaues.

### Klima
Die mittlere Jahrestemperatur im Preßnitzer Talkessel beträgt nur 5,5 Grad Celsius. Der Bereich der ehemaligen Innenstadt (Marktplatz Preßnitz) lag etwa auf 720 m oder 725 m über NN. Schneefall wird hier an 45 bis 60 Tagen im Jahr auftreten. Der Schnee bleibt etwa 165 bis 174 Tage im Jahr liegen, bevor er taut. Die jährliche Niederschlagsmenge ist etwa 900 mm.
Das Klima im Preßnitzer Gebiet mit kurzem Sommer, langer Übergangszeit, lang liegender Schneedecke und eher mildem Winter wird fachlich als Bereich „CH6“ eingestuft.

## Geschichte

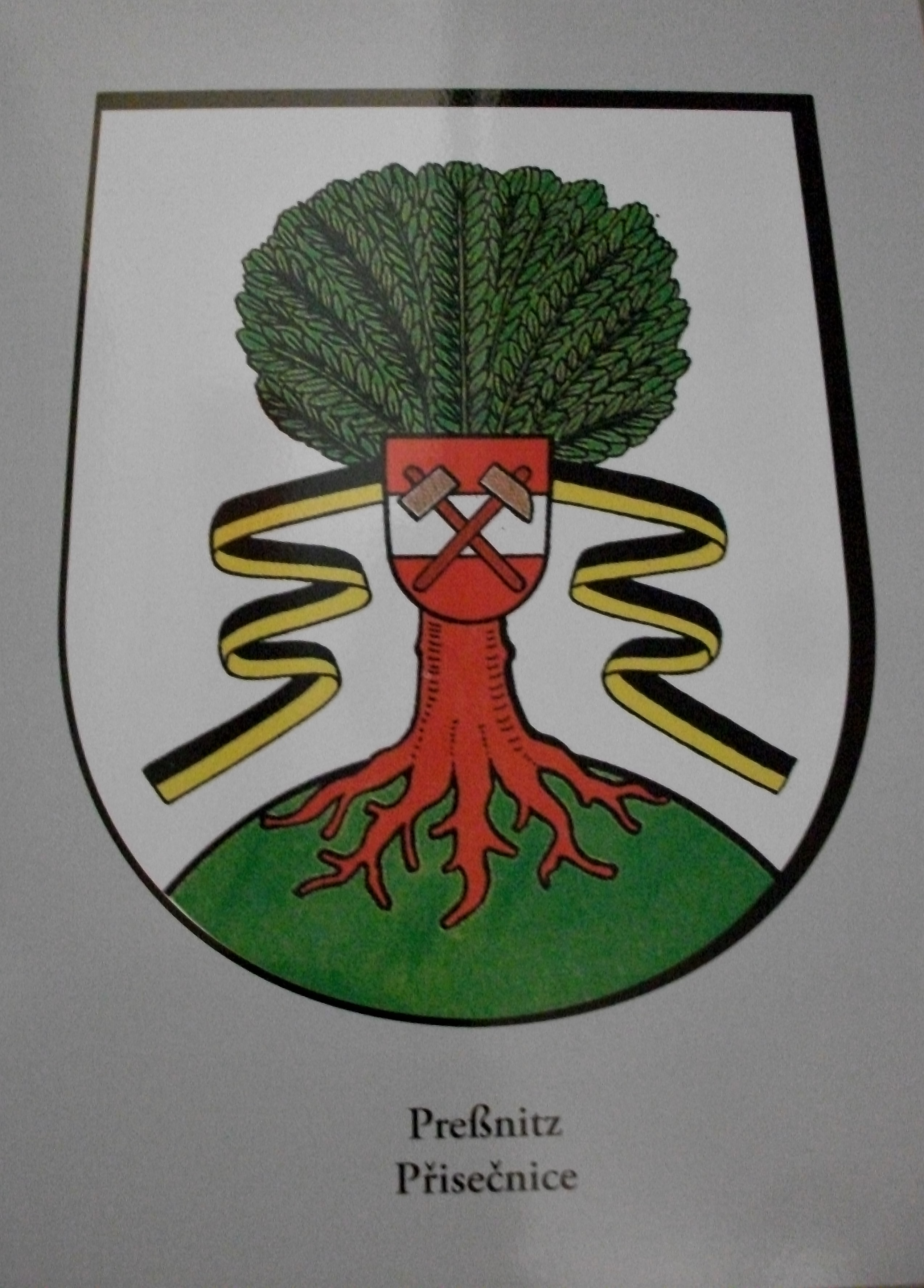
Ehemaliges Ortswappen der Stadt Preßnitz, die waagerechten rot-silber-roten Balken wurden von den Ortsgründern und ersten Herrschaftsinhabern, den Herren von Schönburg übernommen

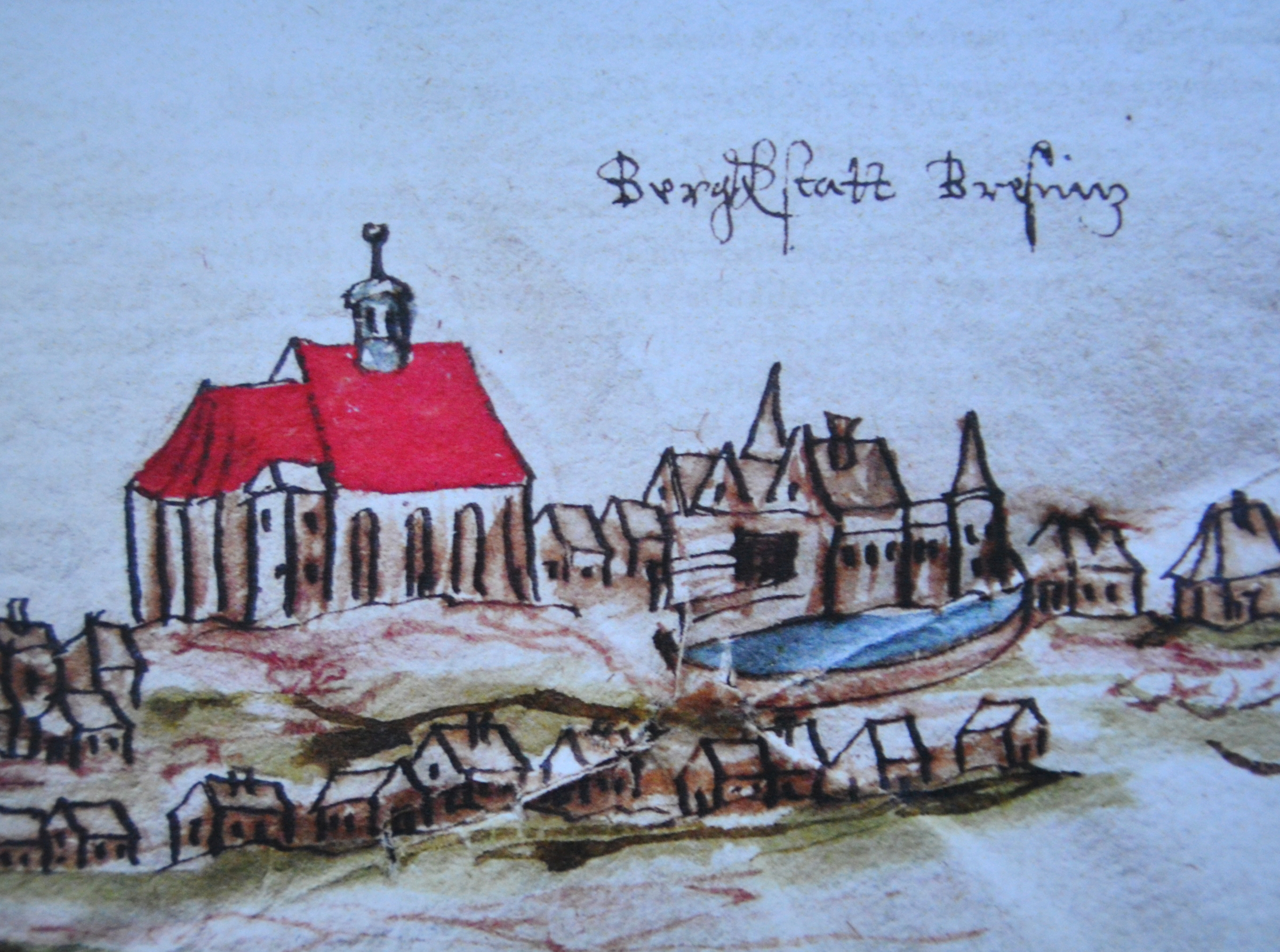
Zeichnung des Stadtkerns von 1591

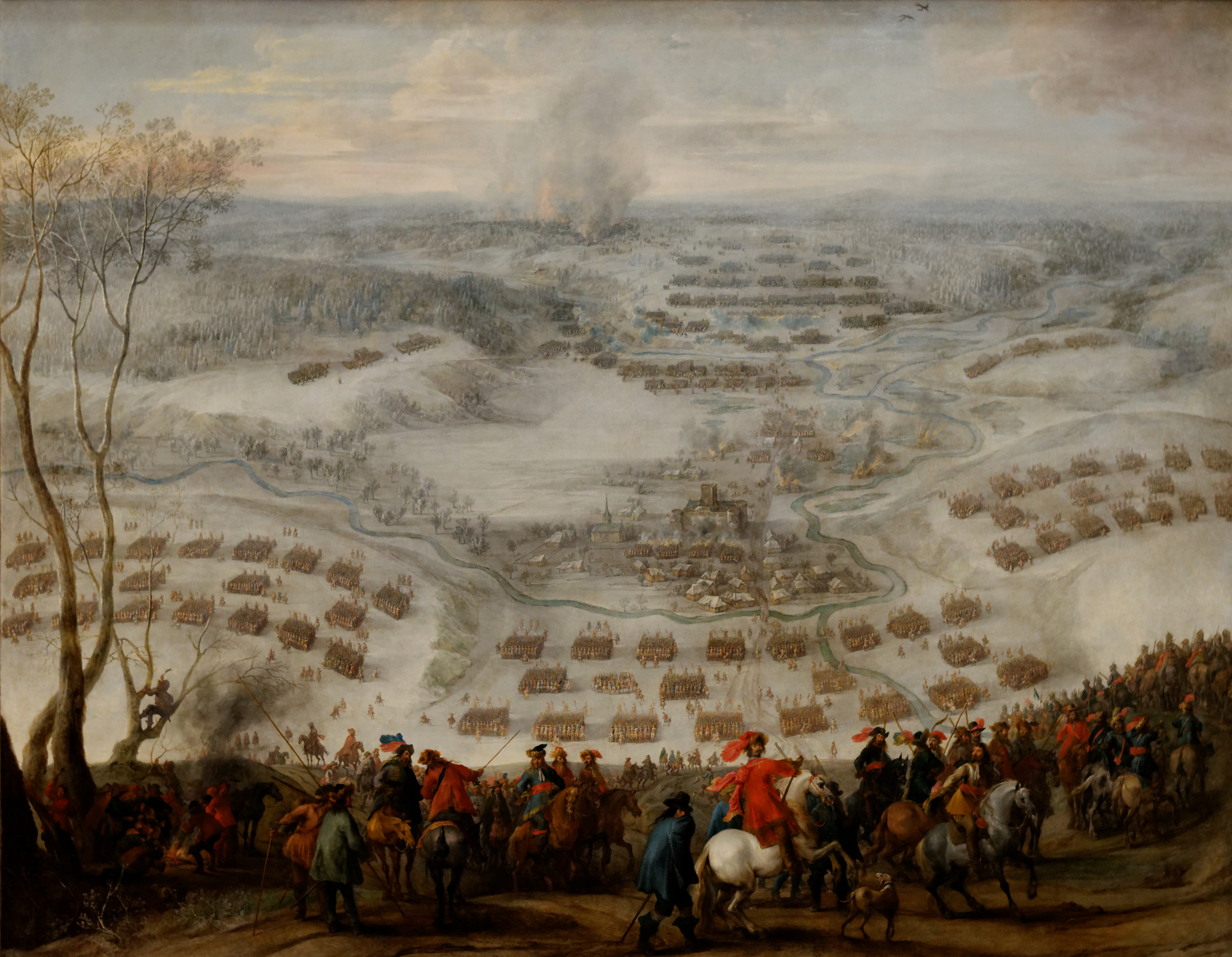
Der Posto bei Presnitz, 1641 von Pieter Snayers – Darstellung der Schlacht zwischen schwedischen und kaiserlichen Truppen am 27. März 1641. Zentral die Burg Preßnitz.

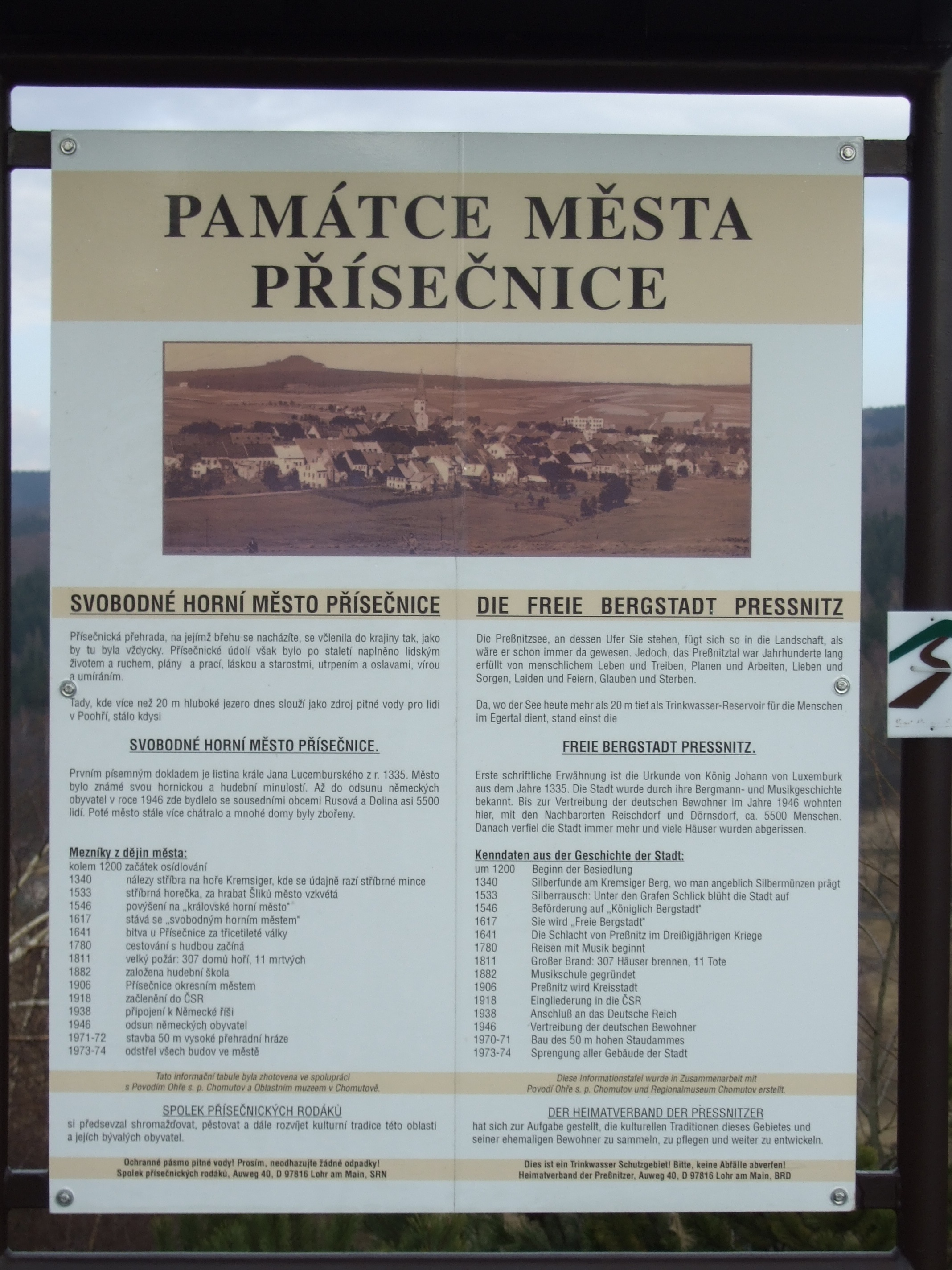
Informationstafel am Damm der Talsperre Preßnitz

### Urkundliche Ersterwähnung
Die erste urkundliche Erwähnung von Preßnitz erfolgt in einer Urkunde von 1335, mit der König Johann von Luxemburg diejenigen von Zollgebühren befreite, die auf der von Preßnitz nach Laun führenden Straße zogen: „…a via, quae ducit de oppido Presnitz ad civitatem nostram Lunensem.“

### Etymologie und historische Schreibweisen des Stadtnamens
Insgesamt sind 53 verschiedene Schreibweisen des Namens Preßnitz in historischen Quellen bekannt. Beispielsweise:
- 1335: Presnitz
- 1336: Břesnic
- 1341: Bresnitz
- 1384: Prziesnicz
- 1405: Brosnicz
- 1411: Przesessnicz
- 1422: Brissenicz
- 1608: Pržissetnicze

Es gibt zwei Hypothesen zur Herkunft und Bedeutung des Namens Preßnitz/Přísečnice:
1. von příeseka oder přeseka, tschechisch für „Verhau“. Im Mittelalter sperrte man Pässe und wichtige Handelsstraßen in Kriegszeiten nämlich mit einem Verhau aus Holzstämmen bzw. gefällten Bäumen.
2. vom Adjektiv přísečná ableiten. Das ist das durch „Příeseka“ fließende Wasser.[V 11]

### Allgemeingeschichtlicher Überblick
Der alte Passort Preßnitz, 1335 erstmals erwähnt als oppidum (Städtchen), erhielt um 1340 unter König Johann von Böhmen eine Münzstätte, in der böhmische Groschen, die sogenannten Bremsiger, mit der Aufschrift: „Johannes primus Dei gratia Rex Bohemiae“ geprägt wurden. Kaiser Karl IV. verlieh die Herrschaft über den Ort den Herren von Schönburg auf Hassenstein. Anfang des 15. Jahrhunderts ging sie in den Besitz der Familie Lobkowitz über. 1533 erwarben die Grafen Hieronymus und Lorenz Schlick die Herrschaft Preßnitz. Unter den Schlicks blühte der Silberbergbau.
Der böhmische und römisch-deutsche König Ferdinand I., der ab 1545 neuer Besitzer von Preßnitz war, erhob den Ort ein Jahr später zur Königlich freien Bergstadt.
Im Verlauf des Dreißigjährigen Krieges war Preßnitz und die nähere Umgebung Schauplatz einer bedeutenden Kampfhandlung zwischen schwedischen und kaiserlichen Truppen: Die Schweden unter Johan Banér waren – verfolgt von kaiserlichen Kavallerieregimentern – auf kürzestem Weg über böhmisches Gebiet nach Sachsen unterwegs und zogen am 17. Märzjul. / 27. März 1641greg. von Kaaden aus über den Passweg ins Erzgebirge. Auf dem Gebirgskamm kam es zur Schlacht bei Preßnitz. Banér verlor dabei etwa 4000 Mann, was nahezu einem Drittel der Truppenstärke entsprach.
Im Jahr 1811 gab es einen großen Brand, bei dem elf Bewohner starben und 307 Häuser abbrannten. 1906 wurde Preßnitz Kreisstadt. Nach dem Ende der Österreichisch-Ungarischen Monarchie wurde Preßnitz 1919 der neu geschaffenen Tschechoslowakei zugeschlagen verlor danach an Bedeutung.
Aufgrund des Münchner Abkommens kam Preßnitz 1938 an das Deutsche Reich und gehörte bis 1945 zum Landkreis Preßnitz, Regierungsbezirk Eger, im Reichsgau Sudetenland. Im Ort ansässig waren ein Gericht und die Bezirksverwaltung. Außerdem befanden sich hier ein großes Barockschloss, eine Reihe von Häusern mit gotischen Portalen, die Barockkirche der Jungfrau Maria und die gotische Kirche des heiligen Nikolaus, in der 1510 der böhmische Humanist Bohuslaus Lobkowicz von Hassenstein begraben wurde.
In den Jahren 1945 und 1946 wurde die überwiegend deutschböhmische Bevölkerung vertrieben. In der Folgezeit verfiel die Stadt immer mehr und viele Häuser wurden abgerissen.
Mit Beschluss zum Bau der Talsperre Preßnitz, in deren geplantem Stauraum sie lag, wurde Přísečnice sukzessive ausgesiedelt, Häuser, Kirchen und Barockschloss wurden abgerissen. Im Jahr 1973 war Preßnitz einer der Drehorte für den bundesdeutschen Spielfilm Traumstadt des Regisseurs Johannes Schaaf. Für den Filminhalt wurden am 6. Juni 1973 auch einige Gebäude gesprengt. Mit Füllung der 1976 fertiggestellten Talsperre versanken Rest und Ruinen im Stausee.

### Geschichte der Herrschaft, Kriegsereignisse und Stadtbrände
Die Besiedelung des Gebietes zwischen den (späteren) Ansiedlungen Preßnitz und Platz erfolgte durch die reichsunmittelbaren (reichsfreien) Herren von Schönburg-Crimmitschau. An einer bedeutenden Handelsstraße, die über Zwickau und Aue nach Böhmen führte, errichteten die Reichsministerialen von Crimmitschau eine Geleit- und Zollburg in Schlettau. Die bedeutende Straße des Hochmittelalters führte wohl über den Preßnitzer Pass nach Böhmen und verzweigte sich bei Preßnitz in mindestens zwei Richtungen:
- über Sonnenberg nach Komotau und
- vorbei an Burg Hassenstein nach Kaaden und Klösterle an der Eger

Außerdem ist bekannt, dass mindestens zwei weitere bedeutende Handelsstraßen bei Preßnitz über das Gebirge führten, nämlich eine von Meißen kommende und die urkundlich oft genannte „Salzstraße“, die wohl von Magdeburg über Halle (Salzabbau), Leipzig (Messe) und Chemnitz zum Erzgebirgskamm führte.
Die Schönburger saßen als Rechtsnachfolger der Crimmitschauer Ministerialen als Linie Schönburg-Crimmitschau auf dem Schloss Schweinsburg bei Crimmitschau. Da sie als reichsunmittelbare Herren ständig von ihren aufstrebenden Nachbarn, den Markgrafen von Meißen aus dem Hause Wettin bedroht waren, entschieden sie, die Herrschaft Schlettau als Reichsafterlehen an den böhmischen König zu vergeben. Mit Zustimmung des Deutschen Kaisers, der gerade auch König von Böhmen war, geschah dies. Nun waren die Schönburger mit ihren Herrschaften Schlettau und Hartenstein Lehnsnehmer des böhmischen Königs, und vor dem Zugriff der Wettiner – vorerst – sicher. So wurde Schlettau eine böhmische Enklave und bedeutende böhmische Zollstelle innerhalb Sachsens. Die genannten Sachverhalte werden im Museum Schloss Schlettau behandelt.
Um 1200 war das Gebiet um Preßnitz in fürstlichem Besitz und wurde von Kaaden aus verwaltet.
Mit Urkunde vom 20. März 1351 gab der böhmische König Kaiser Karl IV., Friedrich und Bernhard von Schönburg die Burg Hassenstein, die Hälfte von Preßnitz, Schlettau in Sachsen und weitere Orte als königlich böhmische Lehen. Zwei Monate später leisteten sie den Lehnseid. Friedrich wird letztmals 1361 erwähnt und starb wohl bald darauf. Der Besitz von Hassenstein und (halb) Preßnitz ging auf die Brüder Bernhard und Hermann von Schönburg über. 1367 teilten sie die Herrschaft auf: Bernhard bekam Hassenstein, Hermann halb Preßnitz.
Ein Lehnsbrief König Wenzel IV. bestätigt dies und vermittelt einen Überblick, was sonst noch zur (halben) Herrschaft Preßnitz gehörte: die Hälfte der Preßnitzer Wälder, die Hälfte der Stadt Preßnitz mit der Hälfte seines Zolls, die Hälfte von Reischdorf, die ganzen Dörfer Zobietitz (bei Sonnenberg), Gaischwitz (bei Sonnenberg), Hohentann (bei Platz), Plassdorf (bei Platz), Hannersdorf (bei Görkau), Körbitz (bei Sporitz), Deutsch Kralupp (bei Komotau), ein Lehen in Hagensdorf (bei Komotau) mit der dortigen Burg, die Dörfer Weinern und Flahe (bei Willomitz) und Meretitz (Miřetice; bei Klösterle an der Eger). Alle Dörfer mit allem Zubehör, außer dem Besitz des Klosters Waldsassen in Meretitz.
1396 versprach ein Friedrich (Friczko) von Schönburg dem Markgrafen von Meißen militärische Hilfe. Außerdem übereignete er ohne Zustimmung des böhmischen Königs Burg Hassenstein an seinen Schwager Heinrich von Plauen aus dem Hause Reuß. Im Februar 1418 schickte der böhmische König daher ein Heer unter Führung von Nikolaus Chudy von Lobkowitz gegen Hassenstein. Die Burg wurde erobert. Als Dank für die geleistete Hilfe erhielt Nikolaus Chudy von Lobkowitz Burg und Herrschaft Hassenstein mit der Hälfte von Preßnitz. Eigentlich sollte er die Burg nach Begleichung der Schuld durch den König an diesen zurückgeben. Doch bald darauf verstarb der König, und die Burg und Herrschaft Hassenstein verblieben im Besitz der Familie von Lobkowitz.
Die andere Hälfte des Preßnitzer Gebietes, von Stadt und Zolleinnahmen gehörte den Herren von Schönburg auf Burg Pürstein bei Klösterle an der Eger. Im Jahre 1363 und auch für 1393 ist für die Schönburger das Patronatsrecht für die Preßnitzer Kirche belegt. Wahrscheinlich betraf dies die Nikolaikirche (Friedhofskirche), die später auch auf Landkarten „Alte Kirche“ betitelt wurde. Dabei wird 1363 ein „Fridrici de Birssestein“, also Friedrich von Pürstein genannt.
Bis zur Zerstörung in den Hussitenkriegen 1427 lag die erste Preßnitzer Siedlung unterhalb des Preßnitzer Passes am Bergbaugebiet Kremsiger zusammen mit der königlichen Münzstätte (gegründet um 1340?). Nach der Zerstörung wurde Preßnitz etwa vier Kilometer südöstlich des Passes (beim Friedhof mit der wohl schon existierenden Nikolaikirche) wieder neu errichtet. 1448 zog wieder ein deutsches Ritterheer gegen die Hussiten durch Preßnitz.
1446 kaufte Nikolaus II. von Lobkowitz auf Hassenstein von Alexander (Aleš) von Schönburg-Pürstein die zweite Hälfte von Preßnitz ab. Zu diesem Teil der Herrschaft gehörten: die Hälfte von Preßnitz und der Zolleinnahmen, die Hälfte von Brunnersdorf (bei Kaaden) und die Dörfer Schönbach im Erzgebirge (bei Oberleutensdorf), Meretitz (Miřetice; bei Klösterle an der Eger), die Hälfte von Tomitschan. Durch diesen Kauf kam es zur Bildung einer vereinigten Herrschaft Hassenstein-Preßnitz unter den Herren von Lobkowitz.
1468 fiel ein deutsches Ritterheer, dass gegen den konfessionell hussitisch bekennenden böhmischen König Georg von Podiebrad (der vom Papst exkommuniziert worden war) ausgesendet wurde, in Preßnitz ein. Dabei verschanzten sich der Überlieferung nach Preßnitzer Bürger in der Nikolaikirche, bis ein Saazer Entsatz-Heer unter Führung von Benesch von Weitmühl zu Hilfe kam.
Im Jahre 1510 soll der berühmte böhmische Humanist Bohuslaus Lobkowicz von Hassenstein in der Familiengruft in Preßnitz beerdigt worden sein, vermutlich in der Nikolaikirche. In den 1520er-Jahren erbaute Wilhelm von Lobkowitz-Hassenstein in Preßnitz eine Wasserburg mit zwei Wassergräben mitten auf dem Marktplatz der Stadt im nördlichen Teil der spätmittelalterlichen Stadt.
1530 wurden große Silbervorkommen im Revier auf der Scheibe und am Hammerberg entdeckt. Daraufhin erwarben 1533 die Grafen von Schlick Stadt, Burg und Herrschaft Preßnitz mit den zugehörigen Dörfern. Bald darauf kam es unter ihnen zu einem Aufschwung des Silberbergbaues im Preßnitzer Revier. 1535 bis 1537 werden hier als die Glanzjahre der Schlick’schen Zeit bezeichnet. Preßnitz erhielt prächtige Gebäude, so auch das Rathaus, welches um 1530 zunächst von einem Bergwerksbesitzer – Christian Schopf – als repräsentatives Privathaus errichtet wurde. Die Schlick besaßen auch andere Bergstädte (u. a. Bleistadt, Sankt Joachimsthal, Neudek und Heinrichsgrün) und Anteile an Bergwerken im Erzgebirge. Der wachsende Reichtum und die Macht der Grafen Schlick missfiel dem böhmischen König Ferdinand I., so dass er 1545 die Familie Schlick bezüglich der Stadt und Herrschaft Preßnitz und der meisten anderen Bergstädte mit ihren Herrschaften enteignete.
Er überführte Stadt und Herrschaft in das Eigentum einer Königlichen Kammer, die dies alles nun verwaltete. So wurde Preßnitz königliche Kammeralherrschaft. Für die Verwaltung wurden jeweils königliche Hauptmänner eingesetzt, die auf der Wasserburg in Preßnitz saßen. Die Silberbergwerke verwaltete aber der Berghauptmann in Sankt Joachimsthal.
Am 25. Mai 1546 wurde Preßnitz zur Königlichen Bergstadt erhoben. Die Stadt bekam dabei das Wappen mit den Bergbausymbolen Hammer und Schlägel zugewiesen.
Während des Schmalkaldischen Krieges (1546–1547) war Matthias von Scharffenberg königlicher Amtshauptmann. Er wurde von Preßnitzer Bürgern vertrieben. Er galt als unfähig und man machte ihn für den Niedergang des Silberbergbaues um Preßnitz verantwortlich. Nach der Schlacht bei Mühlberg, die von den protestantischen Heeren verloren wurde, wurde die von den aufständischen Bürgern gewählte Stadtverwaltung abgesetzt und bestraft. Matthias von Scharffenberg wurde als Amtsmann wieder eingesetzt.
Wegen Unterstützung des Schmalkaldischen Bundes wurden der (protestantischen) Familie Schlick auch noch die restlichen Besitztümer in der Herrschaft Preßnitz entzogen.
Etwa zehn Jahre lang war Preßnitz nun königliche Kameralherrschaft. Dann wurde ein Teil der Herrschaft als Lehen an Bohuslav Felix von Lobkowitz-Hassenstein verpfändet.
Zunächst blieben aber Stadt, Bergwerke und ein Teil der Wälder Königlicher Besitz. Später übergab man auch diese bis 1588 an Bohuslav Joachim von Lobkowitz als Pfand. Später wechselten sich Königliche Kammer und die jeweiligen Pfandinhaber mehrfach ab. Um 1565 wurde eine kaiserlich-königliche Waldordnung erlassen, die den Holzverbrauch regulieren soll.
Am 23. Juli 1617 kaufte die Stadt Preßnitz sich von der Herrschaft frei und war fortan „Freie Königliche Bergstadt“.
Im Dreißigjährigen Krieg, nach der Schlacht am Weißen Berg (8. November 1620), wurde 1621 der königliche Amtshauptmann Samson Schindler von Hohenwald und Puschhof abgesetzt und enteignet. Er hatte sich gegen den Kaiser gestellt und aufständische Bürger und Adlige beim Aufstand des Evangelischen Adels in Böhmen im Jahre 1618 unterstützt. Von 1616 bis 1621 bewohnte er nördlich von Preßnitz den Hassenhof. Der Besitz seiner Frau Dorothea, das Eisenwerk in Schmiedeberg wurde nicht mit enteignet.
1634 lag, Berichten zufolge, in der Wasserburg der Hauptmann Karl von Echynk mit einer Kompanie Infanterie. In den Jahren 1639, 1640, 1641 und 1648 richteten Schweden große Verwüstungen in Stadt und Herrschaft an. Im Verlaufe der Schlacht bei Preßnitz im März 1641 ließ der schwedische General Johan Banér Stadt und Wasserburg niederbrennen. Dieses Ereignis wurde von Matthäus Merian in seinem Kupferstich „Die Schlacht bei Preßnitz“ und von Pieter Snayers in seinem Gemälde „Der Posto bei Preßnitz“ (1648, Kunsthistorisches Museum Wien) verewigt. Johan Banér war seit der Schlacht bei Mies auf der Flucht vor den kaiserlichen Truppen gewesen und hatte sich in Preßnitz in der Wasserburg und um Preßnitz herum zum Kampf aufgestellt. Die im Juni 1641 nochmals durch Preßnitz ziehenden kaiserlichen Truppen von 800 Mann führten zur erneuten Plünderung der Stadt. 1645 zog das schwedische Heer unter General Torstensson – auf dem Weg nach Wien – durch Preßnitz und plünderte das Gebiet erneut aus.
1650 wurde die schon 1641 abgebrannte Wasserburg als reiner Verwaltungsbau von der Königlichen Kammer neu errichtet. Die beiden Wassergräben wurden trockengelegt und verfüllt. Ende der 1740er-Jahre riss man die ruinöse Burganlage komplett ab. 1749 bis 1754 wurde ein Barockschloss an gleicher Stelle errichtet, welches Amtshaus genannt wurde.
1746 gab es einen größeren Stadtbrand bei dem wohl auch die Burg erneut zerstört wurde. Danach erfolgte der Schlossneubau. Für die Jahre 1748 bis 1754 ist Anton von Kayser als königlicher Oberamtmann in Preßnitz belegt.
Im Siebenjährigen Krieg (1756–1763) lagen in Preßnitz abwechselnd preußische und kaiserliche Truppen. Kaiserliche Kroaten kämpften hier 1758 gegen preußische Truppen. Es wurde geplündert, einquartiert, requiriert und gebrandschatzt.
1759 vernichtete ein weiterer Stadtbrand 89 Häuser, die Stadtkirche und die Pfarrei. 1811 kam es zum größten Stadtbrand, der bis auf 66 Gebäude alles zerstörte und elf Menschen tötete. Rathaus mit Archiv, Stadtkirche, Pfarrei, Schule, städtisches Brauhaus und Schloss brannten ab. Insgesamt waren 307 Häuser zerstört.
1770 wurden unter Maria Theresia in Preßnitz Hausnummern eingeführt. Es gab 346 Häuser. Das Schloss bekam die Nummer 1.
Im Jahr 1813 lagerten nach einem Kampf gegen napoleonische Truppen 100.000 Soldaten der vereinigten Preußen, Österreicher und Russen auf den Feldern um Preßnitz. Wieder wurde viel requiriert. 1813 wurde das Preßnitzer Schloss umgebaut und renoviert.
1826 kaufte Fürst Otto Viktor von Schönburg-Waldenburg die Herrschaft Preßnitz und ließ einen Großteil des Waldes abholzen.
Am 9. August 1832 erwarb Gräfin Gabriela von Buquoy-Longueval die Herrschaft für 300.000 Gulden. Ihr Vater war Staatsminister Graf Heinrich von Rottenhan auf Schloss Rothenhaus bei Görkau. Mit Vaters Tod erbte sie die Herrschaft Rothenhaus. Unter ihr wurden neue Straßen angelegt, es wurde die Spitzenklöppelei und die Herstellung von Holzschindeln (für Dächer) eingeführt. Die Forstwirtschaft in der Preßnitzer Herrschaft blühte dank fähiger Forstbeamter auf. 1839 erwarb Gräfin Gabriela die Herrschaft Hauenstein mit der damals dazugehörenden Bergstadt Kupferberg. Sie erwies sich als fähige Unternehmerin in Forstwirtschaft und Eisenindustrie. 1843 herrschte erneut Hungersnot und Gabriela ließ auf dem Schloss Preßnitz Lebensmittel Kleidung und Decken verteilen. Ähnliche Aktionen sind für die Jahre 1847 und 1848 belegt. 1859 ließ sie den Preßnitzbach zum Flößen ausbauen. Am 21. März 1863 starb sie in Prag.
1848 wurde die Leibeigenschaft in der Herrschaft Preßnitz aufgehoben. Es wurde eine städtische Selbstverwaltung geschaffen. Die Direktion der Herrschaft in Preßnitz übernahm auch die Gutsverwaltung Preßnitz-Hauenstein. In Preßnitz saß die Zentrale Waldverwaltung der Herrschaft (Oberförsterei). 1850 wurde ein Stadtamt eröffnet.
1866 zogen preußische Truppen über den Preßnitzer Pass.
Nach Gabrielas Tod 1863 erbte ihr Sohn Georg Johann von Buquoy-Longueval die Herrschaft Preßnitz-Hauenstein. In den 1870er-Jahren wurde die Herrschaft dann unter seinen beiden Söhnen aufgeteilt: das Preßnitzer Gut bekam Karl Bonaventura von Buyou-Longueval. 1898 löste er die Preßnitzer Gutsdirektion auf. Das Gut wurde nun auch von der „Buquy’schen Waldverwaltung“ bewirtschaftet. 1911 erbte dessen Tochter Sophie, verheiratete Westphalen-Fürstenberg, das Gut Preßnitz. Im Mai 1913 verkauft sie es an ihren Cousin Karl Georg von Buquoy-Longueval.
Nach dem Ersten Weltkrieg erfolgte 1918 – in Österreich und auch in der neu gegründeten Tschechoslowakei – eine Reform/Teilenteignung des Grundbesitzes. Die Adelstitel wurden 1918 in Österreich abgeschafft und verboten. Von ursprünglich 7357 Hektar umfasste das Gut Preßnitz danach nur noch 3023 Hektar.
1919 rückte tschechoslowakisches Militär in Preßnitz ein.
Im Gefolge des Münchner Abkommens marschierte die deutsche Wehrmacht am 1. Oktober 1938 in Pressnitz ein, das damit Teil des deutschen Staatsgebietes wurde; Armee und Beamten der Tschechoslowakei verließen den Ort zwei Tage später, am 3. Oktober. Am 8. Mai 1945 befreite die Rote Armee die Stadt.
Karl J. Buquoy bewirtschaftete seinen verbliebenen Besitz, vorwiegend Waldbestand, noch bis 1945. Dann teilte er mit der gesamten deutschen Einwohnerschaft das Schicksal der kompletten Enteignung und Vertreibung.
Als Anfang der 1950er-Jahre eine Forstberufsschule (ab 1956 Forstliche Lehranstalt) in Preßnitz eröffnet wurde, wurde das Preßnitzer Schloss als deren Internat genutzt. 1960 wurde die Forstschule nach Abertham verlegt. 1962 bis 1964 war der Besitzer des Schlosses das tschechoslowakische Landesarzneimittellager in Aussig, welches Umbauten vornehmen ließ.
Am 6. Juni 1973 um 19:27 Uhr wurden das Schloss und weitere noch stehende Gebäude am Marktplatz mit 700 kg Dynamit gesprengt und die Trümmer für den Schüttdamm der Talsperre Přísečnice genutzt.

### Bergbau
Frühzeitig ist der Bergbau in der Umgebung von Preßnitz nachweisbar. Besonders im etwa 3 Kilometer nordwestlich der Stadt gelegenen Höhenzug, dem Kremsiger (auch Bremsiger genannt) war man sehr fündig. Grundlage des Abbaus waren hier Skarnlager mit Magnetit und Gängen von Hämatit und Silber. Die im Bereich dieser Erzlager entstandene Bergbausiedlung entstand nach den bisher vorliegenden archäologischen Befunden in der zweiten Hälfte des 13. Jahrhunderts. Die ertragreichsten Jahre des Silberbergbaus waren 1535 bis 1537. In diesem Zeitraum förderte man 252 Zentner oder 55440 Mark Silber.
Der Eisenbergbau war ebenso von großer Bedeutung für die Stadt. In einer Urkunde über die Ankunft des Städtleins und Bergwerk in und uff der Preßnitz in der Kron Boheimb von 1583 werden 26 Eisenhämmer genannt, die sich vor den Feldzügen der Hussiten in der Umgegend befunden haben sollen und von diesen niedergebrannt wurden. In seiner Kriegschronik verortet der Chronist Christian Lehmann ebendiese „Von der Schmeltzgrube an, am Wasser hinauf, biß an die Preßnitz.“
Im Jahr 1524 entstand am Fuß des Höllberges bei Preßnitz ein Hammerwerk. Ein anderes Preßnitzer Hammerwerk war von 1727 bis 1832 im Besitz der königlichen Kammer, danach fiel es an die Herrschaft Rothenhaus, die sich in den Händen der Gräfin Gabriela Buquoy befand. Die bedeutendsten auf Eisenerz bauenden Zechen bei Preßnitz waren die Dorothea-Zeche und die Fischer-Zeche südwestlich der Stadt in Richtung Orpus. Erst 1922 wurde der Betrieb auf der letztgenannten Zeche endgültig eingestellt, deren Schacht eine Tiefe von 80 Metern erreichte. Gefördert wurden vor allem Magnet- und Granat-Eisenstein.

#### Bergbaugebiete und Gruben bei Preßnitz
(Quelle:)
- „Kremsiger“ östlich von Pleil und Sorgenthal mit dem „Kunstberg“, einer Halde
- „Ausspanner“ südöstlich von Pleil, südlich der heutigen Hauptstraße von der Preßnitz-Talsperre nach Pleil-Sorgenthal (Černý Potok)
- „Scheibe(r)“ und Orpuser Revier südwestlich und westlich von Preßnitz
- Gruben am Höllberg östlich von Preßnitz/der Talsperre
- Kupferberger Revier, wurde teilweise vom Preßnitzer Erbstollen „Haus Österreich“ entwässert
- Gruben am Haßberg
- Revier am Preßnitzer Vorwerk im Tal des Schießhausbaches: z. B. Fischer-Zeche (bis Anfang 20. Jahrhundert)
- Revier am Schmiedeberger Spitzberg
- Revier im Tal des Schwarzwasserbaches (Černý Potok) zwischen Schmiedeberg und Pleil-Sorgenthal
- Reviere Hammerberg und Hammerlegrund (Tal des Hammerlebaches) bei Dörnsdorf
- Revier bei Weipert

#### Letzte Bergbauversuche im Preßnitzer Revier
1967 bis 1992 wurde die Fischerzeche bei Orpus von einer Kupferberger Firma (Zelezorudne doly a hrudkovny Ejpovice) erneut betrieben, aber wegen geringer Vorräte und Unrentabilität dann wieder eingestellt.
In den 1950er- bis 1960er-Jahren wurden auf der Suche nach Uran, Baryt und Flussspat viele alte Stollen und Schächte wieder geöffnet und erforscht. Auf dem Heegberg brachte man eine Suchbohrung auf fast 1000 m Tiefe nieder. Ein Erkundungsschacht erreichte 256 m Tiefe mit ca. 3 km Strecken und Querstollen. Die gefundenen Uranvorkommen waren aber nicht abbauwürdig. 1987 wurde am Kleinen Spitzberg bei Schmiedeberg die damals größte bekannte Magnetit-Lagerstätte der Tschechoslowakei entdeckt.
Um 1979 wurde im Raum Schmiedeberg mit einem 8 km langen Stollen von Weigensdorf (Vykmanov bei Pürstein) her eine riesige Schwerspat-Flussspat-Lagerstätte entdeckt.

### Mittelalterliche Münzprägestätte und der Preßnitzer Groschen
Mehrere mittelalterliche Dokumente, die über den Silberbergbau unter König Johann von Luxemburg bei Preßnitz berichten, erwähnen auch eine königliche Münzprägestätte. Karten des 19. Jahrhunderts verorten diese im Bergbaugebiet „Kremsiger“, östlich von Pleil-Sorgenthal. Bis heute hat sich keine solche Münze (Preßnitzer Groschen) erhalten, die eindeutig Preßnitz zugeordnet werden kann. Der Preßnitzer Heimatforscher J. Hossner (1874–1935) berichtete, dass bis 1811 drei solcher Groschen erhalten waren. Sie wurden also möglicherweise beim großen Stadtbrand 1811 vernichtet, so wie der größte Teil der Stadt, das Rathaus und das Stadtarchiv. Drei weitere Exemplare sollen ins (Stadt-)Museum nach Annaberg gekommen sein. Diese drei, dort verallgemeinert „Prager Groschen“ genannten Münzen (ohne Angabe des Herkunftsortes) sind dort heute (2004) noch vorhanden. Zwei dieser Münzen sind aus früherer Zeit (1311–1327), doch eine Münze stammt aus der Zeit 1327–1340 und kommt daher als Preßnitzer Münze in Frage. Sie hat ein „geheimes Kennzeichen“ – hier einen Ring – der bislang keiner bekannten Prägestätte zugeordnet werden kann.
Das Buch Geschichte des Komotauer Bergbaues (1976) berichtet über die Preßnitzer Münzprägestätte:

„Früh wurde hier auch eine Münzstätte gebaut. Der Ort, wo diese Münzstätte stand wurde später sehr oft erwähnt, und eine der Eisenzechen auf dem Kremsiger trug den Namen ‚Auf der Münzstätte‘. In einem Zehnverzeichnis aus den Jahren 1700–1715 und auf einer Karte der Bergwerke aus der ersten Hälfte des 19. Jahrhunderts, findet sich in der Nähe des so genannten Erzlagers ein Platz mit der Bezeichnung ‚Alte Münzstätte‘.“

Der Chronist des Erzgebirges, Pfarrer Christian Lehmann, zitiert in seiner Chronik des Dreißigjährigen Krieges um 1645 den Besitzer der Hammerwerke bei Jöhstadt, Christian Mayer:

„Mein Hammerwerk und dessen Bergwerk liegen in Gebirgen. Das eine heißt Cremsig, auf dem ich meine besten Zechen habe. Es sieht so aus, als ob Häuser und die Münzstätte dort gestanden hätten. Überreste davon sind noch zu sehen. Dort wurden Groschen Cremsiger geprägt.“

Graf Kaspar Maria von Sternberg, berichtet im Jahre 1836 über den Preßnitzer Bergbau und zitiert dabei aus einem Bericht eines Preßnitzer Bergbeamten aus dem Jahre 1583. Demnach soll Johann von Böhmen 1340 hier eine Münzstätte errichtet haben, in der ganze böhmische Groschen geprägt wurden, die nach dem Standort des Bergwerkes den Namen „Bremsiger“ trugen. Ihre Umschrift soll gelautet haben „JOHANNES PRIMUS DEI GRATIA REX BOHEMIA“. Ihr Wert soll 1583 zwei Böhmischen Groschen entsprochen haben.

### Verkehr

#### Hauptstraßen in der Stadt
Zentral in der Stadt befand sich der in Nord-Süd-Richtung ausgerichtete längliche Marktplatz. An ihn grenzte im Süden der in West-Ost-Richtung ausgerichtete längliche Rathausplatz/Herrnhausplatz.
Vom Ostende des Herrnhausplatzes führte die Kaadner Straße nach Süden Richtung Nikolaikirche/Friedhof (und verzweigte weiter nach Dörnsdorf und Reischdorf).
Von der Vereinigung des Rathausplatzes mit der Südseite des Marktplatzes führte die Joachimsthaler Straße nach Westen aus der Stadt heraus nach Schmiedeberg.
Von Rathausplatz und Herrnhausplatz führte als Hauptstraße die Weiperter Straße nach Norden aus der Stadt heraus.

#### Ehemalige Landstraßen und Wege aus Preßnitz
- nach Südosten die Straße nach Reischdorf (abgesiedelt)
- nach Südwesten die Straße nach Dörnsdorf (abgesiedelt)
- an Westseite von Preßnitz der Weg nach Orpus und der ihn kreuzende Weg nach Dörnsdorf über einen Berghang (785-m-Erhebung) vorbei an einem Sühnekreuz
- im Westen der Stadt der Weg zum Pulverturm
- vom Stadtzentrum nach Norden der Seligberg-Weg
- vom Stadtzentrum nach Nordwesten der Schnarger-Weg
- vom Stadtzentrum zum Heegberg und weiter zum Großen Spitzberg der Rauscher-Weg
- vom Stadtzentrum die „Joachimsthaler Straße“ nach Schmiedeberg

Ab 1833 ließ Gabriella von Buquoy eine Landstraße von Preßnitz nach Kretscham (heute Wüstung) erbauen und bis 1834 die andere, die von Schmiedeberg über Pleil (Pleyl) den Preßnitzer Pass über Reitzenhain nach Kallich und zum Industrieort Gabriellahütten (auch Gabrielka, heute Wüstung bei Kalek) führte.
Das Buch Preßnitz – versunken aber nicht vergessen beschreibt die neuzeitliche Straßenanbindung von Preßnitz folgendermaßen:

„Die Landstraßen führten von Preßnitz nach Weipert, Christofhammer, Ulmbach (heute Wüstung bei Satzung), Kupferberg, Schmiedeberg, über Reischdorf (heute Wüstung) nach Kaaden und über Wohlau (heute Wüstung) nach Brunnersdorf.“

Im 14. Jahrhundert durchzogen zwei Handelsstraßen das Stadtgebiet von Preßnitz, die in den Urkunden der Schönburger erwähnt werden.
Bedeutend für die Entwicklung der älteren mittelalterlichen Preßnitzer Siedlung war der Preßnitzer Pass (792 m) zwischen Preßnitz und Pleil. Vor seiner Zerstörung in den Hussitenkriegen 1427 lag die Ansiedlung (Oppidum) Preßnitz direkt unter diesem Pass zusammen mit einer Zollstelle und einer urkundlich belegten Königlichen Münzstätte (auf dem „Kremsiger“ Bergbaugebiet). Diese Passstraße führte von Kaaden nach Weipert.

#### Fehlende Bahnanbindung

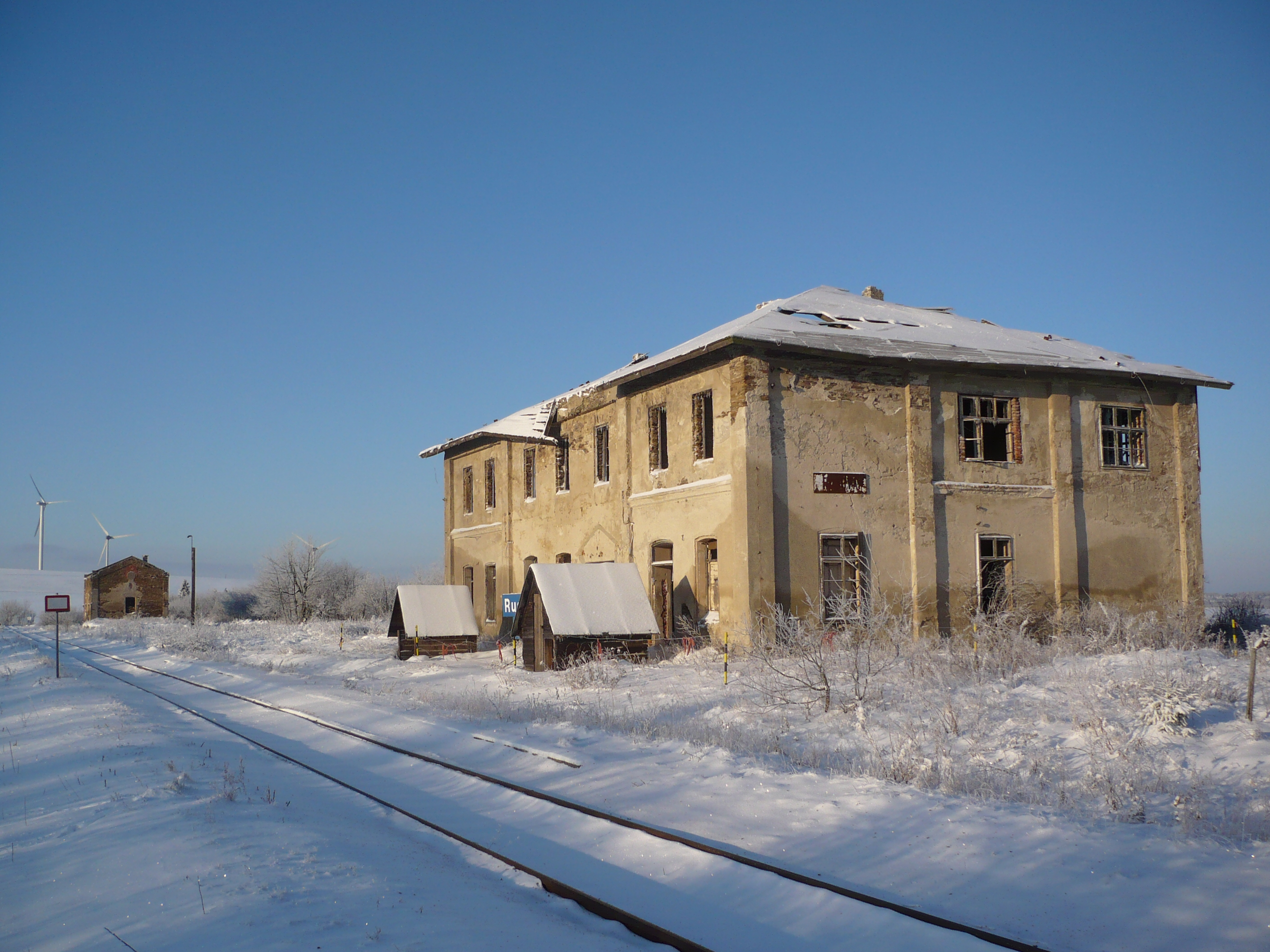
Bahnhof Reischdorf-Preßnitz in Reischdorf vor seinem Abriss im Jahr 2012

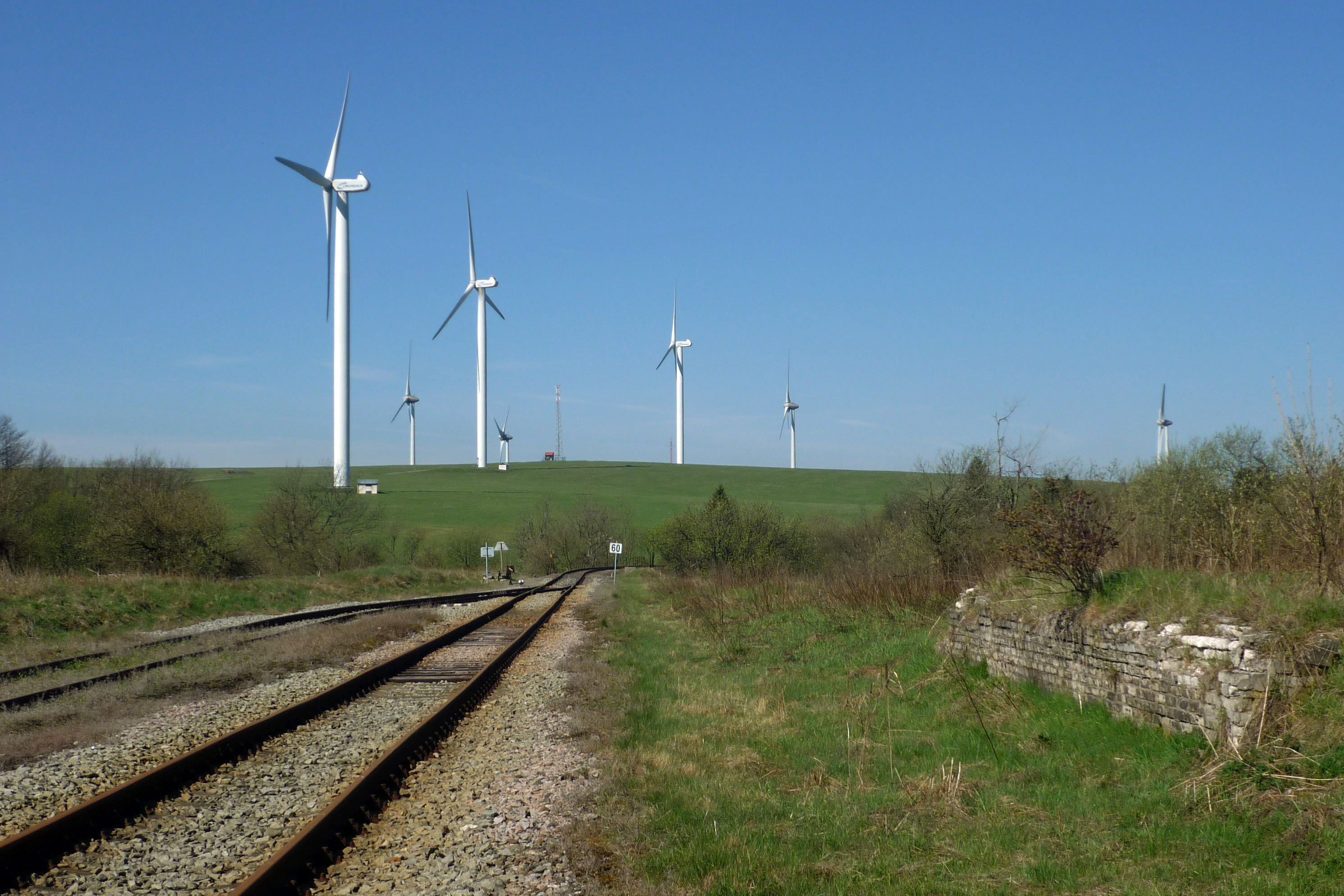
Reste des Reischdorfer Bahnhofs nach 2012

Als vor 1872 die Eisenbahntrasse von Komotau nach Weipert geplant wurde, lehnten die Preßnitzer Ratsherren eine Trassenführung durch Preßnitz ab. 1872 wurden die neuen Bahnlinien Komotau–Weipert (und Weipert–Annaberg/Buchholz) – an Preßnitz vorbei – in Betrieb genommen. Bauherr war die Buschtěhrader Eisenbahn. Nächstgelegener Bahnhof von Preßnitz aus war nun der Bahnhof in Reischdorf, der Teil der Linie Weipert–Komotau war, die nun am Hang des Reischberges und des Sandberges entlang führte. Industriell war Preßnitz somit abgehängt. Weipert wurde eine aufstrebende Industriestadt. Als die Preßnitzer Ratsherren ihren Fehler erkannten, drängten sie darauf, dass der Bahnhof Reischdorf den Namen „Reischdorf-Preßnitz“ erhielt. Dies geschah auch, änderte jedoch nichts an der wirtschaftlichen Stagnation in Preßnitz. Zu Fuß benötigte man aus Preßnitz’ Innenstadt bis zum Bahnhof in Reischdorf (für die 3 km) etwa eine Stunde.
Um das Problem der fehlenden Bahnanbindung zu beheben, plante Bürgermeister Hans Schöft eine Bahnlinie Schmalzgrube–Christophhammer–Preßnitz–Reischdorf–Sonnenberg, die also einen Anschluss an das sächsische Bahnnetz (über die Schmalspurbahn Wolkenstein–Jöhstadt) ermöglicht hätte. Zu deren Errichtung ist es aber nie gekommen.
Ab 1918 wurde das abgebaute Eisenerz der Fischerzeche bei Orpus zum Bahnhof Reischdorf gebracht und dort auf Güterzüge verladen.

#### Busverkehr
Ab 1927 verkehrten öffentliche Busse zum Reischdorfer Bahnhof, nach Weipert, nach Komotau und Kaaden.

### Wasserleitung, Gaslaternen und Elektrisches Licht
1905 wurde, durch den Bürgermeister Hans Schöft initiiert, auf dem Heegberg ein teilweise unterirdischer Wasserhochbehälter, „Bassin“ genannt, errichtet. Gleichzeitig wurde eine (erste?) neue Wasserleitung gelegt. Der Hochbehälter (Wasserwerk) existiert bis heute.
1908 wurde in der Stadt Gasbeleuchtung eingeführt. Erst 1920 wurde elektrisches Licht eingeführt. Die Stromversorgung erfolgte bis 1941 vom sächsischen Zwickau aus. Ab 1941 lieferte Kaaden den Strom.

### Pfarrbezirk und Rekatholisierung
Preßnitz war seit dem 13. Jahrhundert eine katholische Pfarrei. Sie umfasste die Orte Preßnitz, Dörnsdorf, Orpus, Pleil-Sorgenthal und Hegerhaus (Gemeinde Christophhammer).
Der Dreißigjährige Krieg löste eine scharfe Rekatholisierung im Habsburgerreich aus. Die evangelischen Kirchen waren gesperrt. Nichtkatholische Priester und Prediger wurden schon 1624 des Landes verwiesen. Alle unfreien Untertanen mussten den katholischen Glauben zwangsweise annehmen. Nur den Untertanen Freier Stände wurde die Wahl gelassen den katholischen Glauben anzunehmen oder aus dem Habsburgerreich auszuwandern. Zwischen 1628 und 1629 verließen 29 Stadtbürger Preßnitz wegen ihres Glaubens und verloren dabei allen Besitz.
Preßnitz ist im 20. Jahrhundert der Sitz eines katholischen Dekanatamtes. Eine evangelische Predigtstation besteht wieder seit 1904.

### Schulen
- 1857: Stickereischule/Gewerbeschule und spätere Handschuhnähschule[V 48]
- 1882: private Musikschule, durch Wilhelm Rauscher gegründet, wurde 1896 die Städtische Musikschule. Nach 1900 wurde ein neues Gebäude errichtet. In den 30 Jahren ihrer Existenz wurden hier über 4000 Schüler ausgebildet. Die Schule hatte einen internationalen Ruf.[V 49]
- Knabenvolksschule
- 1898: Volks- und Bürgerschule[V 50]
- 1925: Tschechische Schule für die tschechische Minderheit, 1933 in ein besseres Gebäude verlegt. Eine Zweigstelle dieser Schule wurde zusätzlich in Reischdorf eingerichtet. Nach der Angliederung an Deutschland 1938 wurde die Schule geschlossen und hier ein Kindergarten eingerichtet[V 51]
- 1941: Landwirtschaftliche Berufsschule eröffnet.[V 52]
- nach 1950: Forstberufsschule, spätere Forstliche Lehranstalt, bestand bis 1960[V 53]
- Kindergarten

### Dienstleistungen und Kultur
Im Jahr 1565 wird bereits eine öffentliche Badeanstalt (Badehaus) erwähnt und schon 1850 wurde ein Stadtamt eröffnet.
Es gab in Preßnitz fünf Hotels (Ross, Herrenhaus, Stadt Wien, Stadt Karlsbad, Zum Waldschlössel) und drei Weinstuben oder Kaffeehäuser (Kaiser, Central, Roscher). Außerdem waren zwei Ärzte (davon ein Bezirksarzt), eine Apotheke, eine Drogerie sowie ein Notar und ein Rechtsanwalt ortsansässig. Es existierte ein Neuer Schlachthof (seit 1910) und eine Städtische Baumschule, ein Postamt und das Finanzamt. Im Rathaus befanden sich Stadtamt und Amtsgericht (mit Grundbuchamt). An einer Straße im Tal der Preßnitz existierte ein „Mauthäusel“ zur Einnahme der Straßennutzungsgebühr. Es bestanden drei Kreditinstitute: Filiale der Komotauer Sparkasse, Filiale der Kreditanstalt der Deutschen und die Volksbank Preßnitz.
Preßnitz war Standort eines Gendarmeriekreises und eines Gendarmeriepostens.
An der Südseite des Stadtparkes war die Stadtwaage. Eine Tankstelle war östlich des Schlosses.
Es gab mindestens drei Bäckereien (Kühn, Hahn, Ißling), einen Kaufmannsladen (Püschel), einen Gemüsehändler (Hahn) und einen Weinhändler (Enzmann). In der Innenstadt gab es drei Gasthäuser.
Ab 1930 wurden die ersten Tonfilme im Saal/Tonfilmkino des Hotel Ross gezeigt. 1932 wurde im Tal des Schießhausbaches die öffentliche Badeanstalt eröffnet (Freibad). 1934 wurde ein Sportplatz am Heegberg in Betrieb genommen. Die Schüler der Städtischen Musikschule gaben Konzerte. Außerdem war in der städtischen Musikschule eine Gemeindebibliothek untergebracht. Am Marktplatz befand sich ein Stadtpark mit einem Musikpavillon. Im Haus Nr. 373 befand sich das Städtische Museum (Heimatmuseum), welches von Kapellmeister Johann Haßner gegründet wurde. Haßner brachte aus Indien für das Museum auch einige Raritäten mit.

#### Behörden
19. Jahrhundert
- ab 1848 (1850): von der Herrschaft unabhängiges Stadtamt im Rathaus
- vor 1898: Preßnitzer Gutsdirektion, zeitweise für Herrschaft Preßnitz-Hauenstein

20. Jahrhundert
- Stadtamt, Amtsgericht, Archiv, Grundbuchamt und Gefängnis im Rathaus
- Boquoy’sche Forstverwaltung im Schloss (bis 1918/1945?)
- Staatliche Forstverwaltung
- Kreisamt (vor 1906), Bezirksamt (Bezirkshauptmannschaft) 1906–1938, am Marktplatz vor der Westseite des Schlosses
- Finanzamt am Marktplatz
- Postamt am Marktplatz (oder Rathausplatz?)
- Preßnitzer Gendarmeriestation (im Rathaus?)
- (städtische?) Feuerwehr in Kaadner Straße
- Städtische Straßenverwaltung im „Roten Haus“
- Preßnitz-Weiperter Bezirksausschuss (ab 1945)
- vermutlich eine Städtische Forstverwaltung
- Mauthäusel für die Straßennutzungsgebühr

Die Lokalisierung einiger Behörden wurde zwei Plänen der Preßnitzer Innenstadt entnommen, sowie etlichen anderen Seiten des gleichen Buches.

#### Vereine
Es bestanden hier die tschechischen Vereine Nordböhmische Nationaleinheit, Örtliche Jugendpflege und der Bezirkskulturverein.
Außerdem gab es den Erzgebirgsverein (siehe auch: Nordwestböhmischer Gebirgsvereins-Verband), der sich zum Ziel gesetzt hatte Wanderwege zu beschildern.
Als musikalische Vereine existierten mehrere Bergmannskapellen, ein Städtischer Gesangsverein und die Erzengel-Michael-Bruderschaft, die instrumentale Musik und Chorgesang pflegte.

### Musikstadt Preßnitz
Seit dem frühen 19. Jahrhundert war die Stadt Ursprung zahlreicher fahrender Musikkapellen sowie Einzelmusikanten, die zum Lebensunterhalt durch die Länder zogen. Die Besonderheit der Preßnitzer lag im Harfenspiel, welches auf den von 1776 bis 1792 amtierenden Bürgermeister Ignaz Walter zurückgeht. Walter war für seine Fertigkeit auf der Harfe weithin bekannt und legte den Grundstein für die Ausbildung mehrerer Generationen von Spielern dieses Instruments.
Als kurz vor 1800 die hier 1764 geborene Harfenistin Anna Maria Görner mit reichlich Geld von einer Wanderung nach Leipzig zurückkehrte, löste dies in der Stadt und näheren Umgebung eine regelrechte Welle solcher Wanderungen aus. Entscheidender Anlass für die vielen Wanderungen war die große wirtschaftliche Not durch eine außergewöhnliche Teuerung im Jahr 1805, den verheerenden Stadtbrand von 1811 sowie durchziehende Truppen infolge der Napoleonischen Kriege.
Insbesondere Mädchen und Frauen – die mit diesen Wanderungen oft bereits im Alter von elf oder zwölf Jahren begannen und ihre einfachen, von ortsansässigen Tischlern gefertigten Hakenharfen auf dem Rücken umhertrugen – waren im 19. Jahrhundert als „Preßnitzer Harfenmädchen“ unterwegs. Konzerte von herausragenden Preßnitzer Musikkapellen – insbesondere Damen- aber auch gemischte Kapellen – lassen sich auf dem Balkan, in Moskau und San Francisco nachweisen. Im Jahr 1813 spielte eine Kapelle vor Kaiser Franz II. von Österreich, Zar Alexander I. von Russland und König Friedrich Wilhelm III. von Preußen. Die Kapellen regelten ihre Konzerte über Agenten und nach 1830 gab es zunehmend „organisierte“ Reisen in ganz West- und Osteuropa, sogar Kairo, Indien, China, Japan und Nordamerika waren Spielorte. Preßnitzer Passprotokolle von 1834 besagen, dass aus den umliegenden Orten 16 Harfenmädchen auf Wanderung gingen. Für um 1860 wird berichtet, dass jährlich allein in Preßnitz über 300 Reiseerlaubnisse erteilt wurden und auf jede Erlaubnis fünf bis sechs Personen kommen.
Die Preßnitzer sangen und spielten auch ohne Notenkenntnis mündlich überliefertes und von Älteren beigebrachtes Liedgut, waren aber auch in der Lage, sich nach den Vorlieben des Publikums zu richten und neue Strömungen aufzunehmen. Um die Qualität und den Ausbildungsgrad zu steigern, wurde zuerst 1881 von Wilhelm Rauscher eine private Musikschule gegründet. Mit Erlass des Ministeriums für Kultus und Unterricht vom 13. November 1895 wurde eine öffentliche, städtische Musikschule genehmigt und im Herbst des Folgejahres eröffnet. Im Jahr 1905 wurde sie dem Prager Konservatorium unterstellt. Die Schüler wurden in sechs Klassen zu insgesamt etwa 200 Schülern in Gesang sowie an allen Streich- und Blasinstrumente, Klavier, Orgel, Schlagzeug, Gesang, Harmonielehre, Kontrapunkt und Musikgeschichte zu Orchestersängern bzw. -musikern ausgebildet. Die Absolventen waren aufgrund ihrer Ausbildung hoch geschätzt.
Im 20. Jahrhundert fanden aber immer weniger Preßnitzer Lohn und Brot in der Musikbranche. In den 1930er Jahren waren noch einige Kapellen in tschechischen oder österreichischen Kurorten angestellt.
Unter dem letzten Direktor Emil Müller erreichte die Musikschulbildung ihren Zenit und wurde dann durch die Vertreibung der deutschböhmischen Bevölkerung nach Ende des Zweiten Weltkriegs abrupt und endgültig beendet.
Erwähnenswert ist ferner, dass Preßnitzer Musiker auch Eingang in Karl Mays Romanserie Orientzyklus fanden: Im dritten Band „Von Bagdad nach Stambul“ (1892) begegnet Kara Ben Nemsi einer solchen Gruppe in Damaskus und fragt sie jeweils in verschiedenen Sprachen. Sein Held Kara Ben Nemsi berichtet: „Einmal traf ich hier eine Preßnitzer Kapelle und um die Sprachfähigkeit zu prüfen, fragte ich die Sängerin türkisch, englisch, französisch und deutsch. Sie antwortete immer richtig.“

#### Preßnitzer Hakenharfen

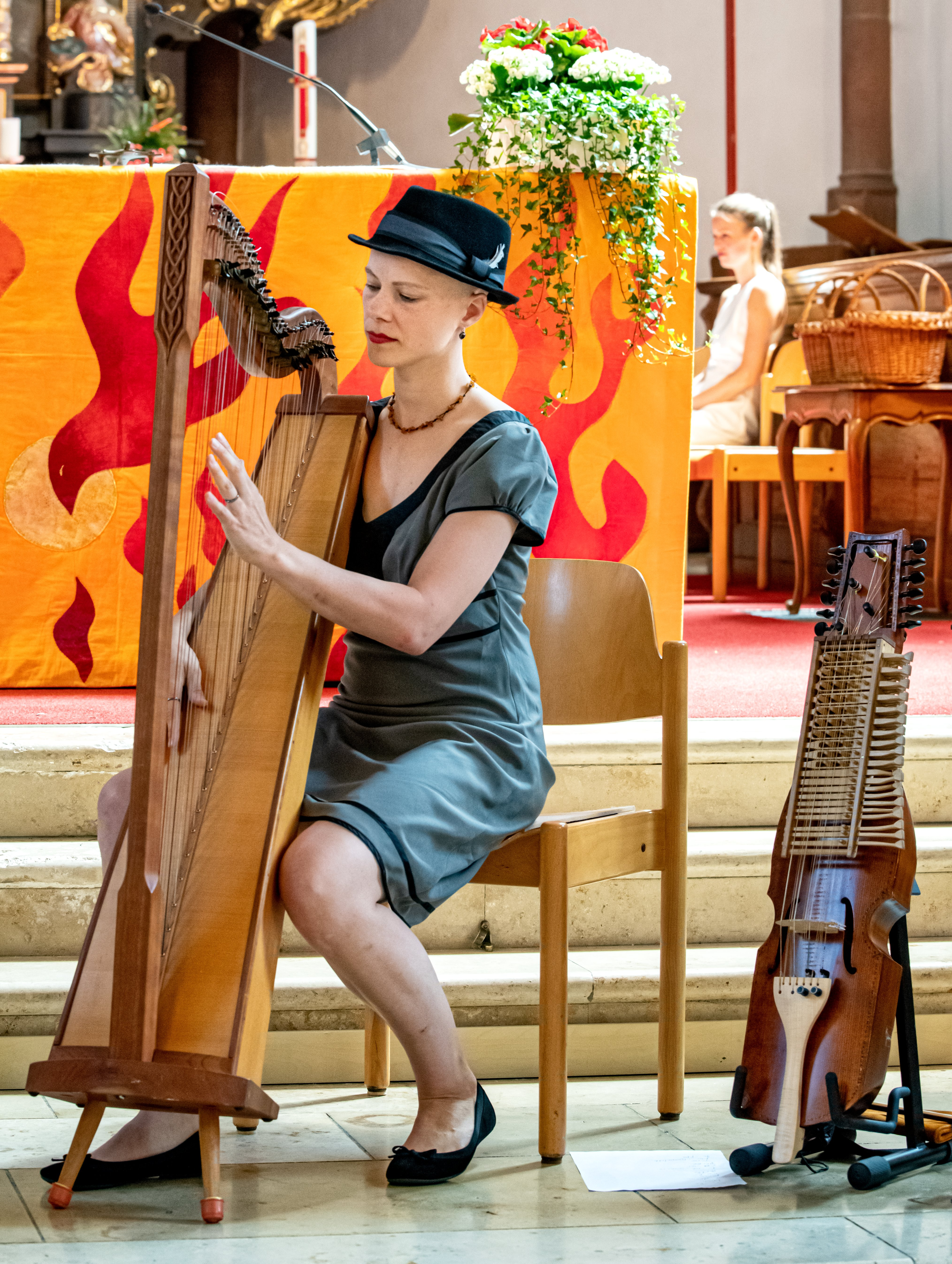
Anna-Maria Hefele beim Spiel einer selbstgebauten Hakenharfe, diese hat aber moderne Hebel, sogenannte Halbtonklappen, zur Verstellung der Halbtöne

Preßnitzer Schreiner fertigten die sogenannten „Hakenharfen“ an, die von den Harfenmädchen während ihrer Wanderreisen in einem Leinenfutteral auf dem Rücken getragen wurden.
Zum Spiel dieser Hakenharfen benötigt man große Fingerfertigkeit, denn Halbtöne wurden durch eine flotte Hakenumdrehung während des Spiels erzielt.
Nancy Thym-Hochrein, US-Amerikanerin aus Auburn/Kalifornien, gehört heute (2004) zu den wenigen Personen, die das anspruchsvolle Spiel der Preßnitzer Hakenharfen noch beherrschen. Sie lebt seit 1978 in Freising/Bayern, erforschte das Preßnitzer Harfenspiel und tritt dabei selbst als „Preßnitzer Harfenmädchen“ auf. Sie besitzt eine Sammlung Preßnitzer Hakenharfen.

### Gewerke und Industrie
Seit dem Niedergang des Bergbaus ab dem 17. Jahrhundert, wohl bedingt durch den Dreißigjährigen Krieg, musste sich die Bevölkerung neue Erwerbszweige suchen.
1654 führt ein Bericht auf: 26 Bauern sowie 57 Handwerker und Gewerbetreibende. Weitere 58 Bewohner sind ausschließlich Handwerker oder Gewerbetreibende. Es werden 10 Schuhmacher, 6 Bäcker, 8 Fleischer, 5 Mälzer, 13 Fuhrleute aber nur noch 5 Bergleute genannt.
Noch 1717 wurde in Preßnitz eine kaiserliche Silberschmelzhütte errichtet, die jedoch nur kurz bestand. In der ersten Hälfte des 19. Jahrhunderts förderte Gabriella von Buquoy die Spitzenklöppelei in Preßnitz. Außerdem führte sie die Fertigung von Holz-Dachschindeln hier ein. Um Preßnitz blühte die Forstwirtschaft. Alle benötigten Arten von Gewerken waren in Preßnitz angesiedelt. Es gab mehrere Mühlen: Ölmühle, Lohstampfmühle, Mittlere Mühle, Untere Mühle und Brettmühle. Zeitweise wurden hier Handschuhe genäht. Es existierten zwei städtische Brauhäuser und ein Herrschaftliches Brauhaus. Preßnitzer Bier wurde auch außerhalb von Preßnitz gehandelt. Ende des 19. Jahrhunderts existierten auch ein Sägewerk und Möbelproduktion. Preßnitzer betätigten sich auch als Händler, Tuchmacher und boten Transportdienste als Fuhrleute an. Etliche Preßnitzer waren im 19. Jahrhundert Wandermusiker. Andere arbeiteten in Behörden. Es existierten in Preßnitz Zünfte der Bäcker, Fleischer, Schuhmacher, Tuchweber und Schneider. Preßnitzer Schreiner fertigten im 19. Jahrhundert für die Wandermusiker die Preßnitzer „Hakenharfen“.
Weitere Arbeitgeber waren im 20. Jahrhundert ein Schlachthof und eine Baumschule sowie die fünf Hotels und drei Cafés. Nach 1928 wurden auch maschinengefertigte Spitzenwaren – in einer Fabrik östlich des Schlosses – hergestellt, für Wäsche, Strickwaren und Vorhänge. Außerdem gab es in der Innenstadt die „Fabrik Trexler“. Bis um 1945 arbeiteten viele Preßnitzer in Landwirtschaft, Forstwirtschaft, Textilindustrie, im Handel, im Gewerbe oder als Beamte. Zeitweise existierten eine „Rohrschmiede“ und eine Schmelzhütte. Auf dem Kremsiger existierte eine Ziegelhütte.
Bergbau und/oder Verhüttung wurden im 19./Anfang 20. Jahrhundert noch im Werk „Engelsburg“ bei (Pleil-)Sorgenthal sowie nahe dem Preßnitzer Vorwerk im Westen von Preßnitz in der „Fischer-Zeche“ bei Orpus betrieben. Hier wurde Eisenerz abgebaut und verarbeitet.

#### Printmedien
In der Preßnitzer Druckerei von Karl Wohlrab erschienen unter anderem die Erzgebirgszeitung
und die Preßnitzer Zeitung. Letztere wurde 1938 nach der Angliederung an das Deutsche Reich eingestellt.

#### Forstwirtschaft und Forstrevier Preßnitz
Um 1565 erließ der deutsche Kaiser und böhmische König für die Preßnitzer Wälder eine „Waldordnung“, die den übermäßigen Verbrauch von Holz für Bergbau und Baubedarf verhindern sollte. Auch der Export ins Ausland wurde verboten. 1826 ließ der neue Herrschaftsbesitzer Fürst Otto-Viktor von Schönburg-Waldenburg einen Großteil des Waldbestandes abholzen. Als 1832 Gräfin Gabriela von Buquoy die Herrschaft kaufte, ging es mit der Forstwirtschaft wieder bergauf, denn sie ließ etliche neue Straßen anlegen und hatte kompetente Forstleute um sich.
Seit den Zeiten der Preßnitzer Herrschaft (bis 1918), stellte die Forstwirtschaft also einen wichtigen Erwerbszweig für viele Preßnitzer dar. Es existierten in Preßnitz eine zentrale (ursprünglich herrschaftliche) Forstverwaltung sowie in und um Preßnitz mehrere Forsthäuser:
- Forsthaus am Ausläufer des Schmiedeberger Spitzberges, ehemalige staatliche Revierförsterei (existiert noch).
- „Neues Forsthaus“ (identisch mit dem beim Spitzberg?).
- „Haßberger Revierförsterei“ im Osten von Preßnitz.
- „Oberförsterei“ im Osten von Preßnitz (identisch mit städtischer Revierförsterei?).
- Sorgentaler Forsthaus im Wald östlich von Sorgenthal bei dem Örtchen Hegerhaus.

Des Weiteren:
- Forsthaus westlich von Orpus.
- Forsthaus an der (alten) Straße von Preßnitz nach Pleil, kurz vor Pleil – auf Höhe des Kremsigers – südlich der Straße gelegen.

Nach der Vertreibung der Deutschen 1945/46 hatte die Gemeinde Preßnitz als nennenswertes Einkommen nur noch das aus der Bewirtschaftung des etwa 5,3 km² großen Gemeindewaldes.

#### Landwirtschaft
Der Kartoffelanbau wurde 1770 in Preßnitz eingeführt, wohl um regelmäßig auftretende Hungersnöte zu überwinden.
Wegen der hohen Lage (Marktplatz ca. 720 m n.m.) und der daraus bedingten verkürzten Wachstumsperiode wurden um Preßnitz wohl hauptsächlich Hafer, Kartoffeln, Flachs, Kohl und Roggen angebaut. Der Flachs diente den Webern als Rohstoff, die Samen wurde höchstwahrscheinlich in der örtlichen Ölmühle zu Öl verarbeitet.
Von 1946 bis 1949 war in Preßnitz eine Landwirtschaftliche Maschinengenossenschaft tätig. 1950 wurde eine „Landwirtschaftliche Einheitsgenossenschaft“ gegründet, die schon 1954 aufgelöst und deren Besitz in den „Staatshof Preßnitz“ übernommen wurde. 1948 war auch die „Landwirtschaftliche Maschinen-Traktoren-Station für den Bezirk Weipert“ in Preßnitz ansässig.

#### Tourismus
Anfang des 20. Jahrhunderts besuchten viele Urlauber Preßnitz in den Sommermonaten um sich an der schönen Natur- und Berglandschaft zu erfreuen und wandern zu gehen. Im Winter kamen Skitouristen nach Preßnitz.

### Verwaltungsreformen, politische Ereignisse und Eingemeindungen im 20. Jahrhundert
Bereits vor 1906 war Preßnitz Sitz eines Bezirksgerichts. 1906 wurde der Bezirk Preßnitz gegründet. Er umfasste das Gebiet der Gerichtsbezirke Preßnitz und Weipert. Die Verwaltung wurde am Marktplatz gegenüber der Westseite des Schlosses eröffnet, die sogenannte Bezirkshauptmannschaft. 
1918 wurde in Prag die Tschechoslowakische Republik durch die „Dreikönigserklärung“ ausgerufen. Deutsche Abgeordnete in Wien forderten zeitgleich die Proklamierung der Provinz Deutschböhmen. Am 29. Oktober 1918 wurde Deutschböhmen proklamiert, existierte aber nur kurz. 1919 rückte tschechisches Militär in Preßnitz ein. Dabei wurde das Denkmal des Kaisers Joseph II. aus dem Jahre 1909 bewusst zerstört.
Bei Parlamentswahlen im Mai 1935 gewann die Sudetendeutsche Partei mit 1410 von 1561 Wahlstimmen an Gewicht. 1937 wurde der Marktplatz in Masaryk-Platz umbenannt. Bei Gemeindewahlen im Mai 1938 erzielte die Sudetendeutsche Partei in Preßnitz 1602 von 1709 Wählerstimmen.
Nach dem Münchner Abkommen besetzten im Oktober 1938 deutsche Truppen das Sudetenland, welches ab 21. November 1938 formell Teil des Deutschen Reiches wurde. Der bisherige politische Bezirk Přísečnice/Preßnitz hieß ab 20. November 1938 Landkreis Preßnitz. Ab 1. Mai 1939 gehörte der Landkreis Preßnitz zum Regierungsbezirk Eger des am 15. April gebildeten Reichsgaues Sudetenland. Die 1939 geplante Teilung des Landkreises Preßnitz und die Eingliederung des Gerichtsbezirks Weipert in den Landkreis Sankt Joachimsthal wurde bis 1945 nicht durchgeführt.
Am 9. Mai 1945 zog die Rote Armee in Preßnitz ein. Kurzzeitig wurden Preßnitz und Weipert von Kralowitz aus verwaltet. Noch 1945 wurde ein Bezirksnationalausschuss in Weipert gegründet, der endgültig den Kreis/Bezirk Preßnitz auflöste. 1945 wurden auch einige Straßennamen geändert. Die Kaadener Straße wurde zur „Marschall-Stalin-Straße“, die Weiperter Straße zur „Roten Armee Straße“ und der Marktplatz wurde zum „Masaryk-Marktplatz“.
1946 versuchte Preßnitz mit Reischdorf und Dörnsdorf eine Einheitsgemeinde zu bilden, was misslang.
Zur Jahreswende 1945/46 begann die Vertreibung der Deutschen nach den Benesch-Dekreten. 1948 wurden mehrere Personen wegen ungewünschten politischen Verhaltens aus Preßnitz ausgewiesen. Am 31. Dezember 1948 wurde der Bezirk Weipert aufgelöst und Preßnitz dem Bezirk Kaaden zugeteilt. Da eine Neubesiedlung von Preßnitz und seinen Nachbarorten nach der Vertreibung der Deutschen nur ungenügend gelang, wurden 1954/1955 an Preßnitz die Dörfer und Weiler Christophhammer, Köstelwald, Dörnsdorf, Wenkau, Orpus und Reischdorf angegliedert (eingemeindet). 1960 wurde der Bezirk Kaaden samt Preßnitz dem Bezirk Komotau angegliedert. Am 30. Juni 1974 wurde Preßnitz offiziell aufgelöst und seine Gemeindefläche dem Ort Christophhammer angegliedert.

### Sonstiges
Zeitweise existierten ab dem Zweiten Weltkrieg ein Gefangenenlager und ein Arbeitslager bei Preßnitz.
1949 wurde im Haus Nr. 11 ein Heim für griechische Kinder eingerichtet, da in Griechenland Bürgerkrieg herrschte.

### Der Abriss von Preßnitz und der deutsche FilmTraumstadt
Am 6. Juni 1973 um 19:27 Uhr wurden mit 700 kg Dynamit Schloss und weitere Häuser am Marktplatz gesprengt. Diese Sprengung wurde in einem tschechischen Dokumentarfilm festgehalten und diente als Kulisse des deutschen TV-Films Traumstadt von Regisseur Johannes Schaaf. Anfang 1974 standen nur noch wenige Häuser von Preßnitz. Zuletzt wurde das Rathaus abgerissen. Der Bauschutt wurde im Preßnitz-Staudamm, einem Schüttdamm verwendet.

#### Zusammen mit Preßnitz abgerissene Dörfer
Nach der Vertreibung der Deutschen durch die Benesch-Dekrete konnten die leerstehenden Dörfer nicht wieder mit genügend Tschechen besiedelt werden. Daher wurden die Orte Christophhammer, Dörnsdorf, Wenkau, Köstelwald, Orpus und Reischdorf 1954/55 an Preßnitz angegliedert. 1960 wurde der Bezirk Kaaden mit Preßnitz in den Bezirk Komotau eingegliedert.
Mit dem Bau der Talsperre Přísečnice ab 1970 wurden die Dörfer Dörnsdorf, Wenkau/Venkov(?) – bei Köstelwald – und Reischdorf ganz abgesiedelt und abgerissen, da sie im Einzugsgebiet der entstehenden Trinkwassertalsperre lagen. Köstelwald und Orpus wurden nur teilweise abgesiedelt. 1979 wurden die Gebiete von Köstelwald/Kotlina mit Wenkau/Venkov nach Měděnec eingemeindet.

### Demographie
1628 bis 1629 verließen 29 Stadtbürger bei der Rekatholisierung Böhmens die Stadt Preßnitz und verloren ihren gesamten Besitz. 1654 führt ein Bericht 173 bewohnte Häuser, 40 leere und 23 ohne weitere Angaben auf. Es werden 26 Bauern und 57 Handwerker oder Gewerbetreibende genannt, welche in Summe weniger als ein Drittel der damaligen Bevölkerung von Preßnitz waren. Als unter Maria Theresia 1770 in Preßnitz Hausnummern eingeführt werden, hat Preßnitz 346 Häuser.
| Jahr | Einwohner | Anmerkungen                                                               |
| ---- | --------- | ------------------------------------------------------------------------- |
| 1785 | k. A.     | 352 Häuser                                                                |
| 1830 | 2677      | in 414 Häusern                                                            |
| 1843 | 3137      | deutsche Einwohner in 415 Häusern, darunter zwei protestantische Familien |
| 1857 | 2703      | am 31. Oktober                                                            |
| 1869 | 2988      |                                                                           |
| 1880 | 3487      |                                                                           |
| 1890 | 3433      |                                                                           |
| 1900 | 4080      | deutsche Einwohner                                                        |
| 1910 | 3668      | davon fünf Tschechen                                                      |
| 1921 | 2632      | davon 2541 deutsche Einwohner                                             |
| 1930 | 2606      | davon 2450 Deutsche, 100 Tschechen und 54 Ausländer                       |
| 1939 | 2658      | [ 30 ]                                                                    |

| Jahr | Einwohner |
| ---- | --------- |
| 1950 | 731       |
| 1961 | 660       |
| 1970 | 395       |
| 2001 | 4         |
| 2011 | 3         |

Im Zweiten Weltkrieg starben 164 Preßnitzer als Soldaten der Wehrmacht.
Im Jahr 1970 existierten noch 107 Häuser.
Das Katastergebiet von Preßnitz wurde bei dessen Aufhebung am 30. Juni 1974 der noch bestehenden Gemeinde Christophhammer zugeschlagen. Preßnitzer Häuser blieben nicht erhalten, doch der Ort Christophhammer ist heute noch bewohnt.

## Kultur und Sehenswürdigkeiten

### Denkmale

#### An andere Orte verlagerte Denkmale

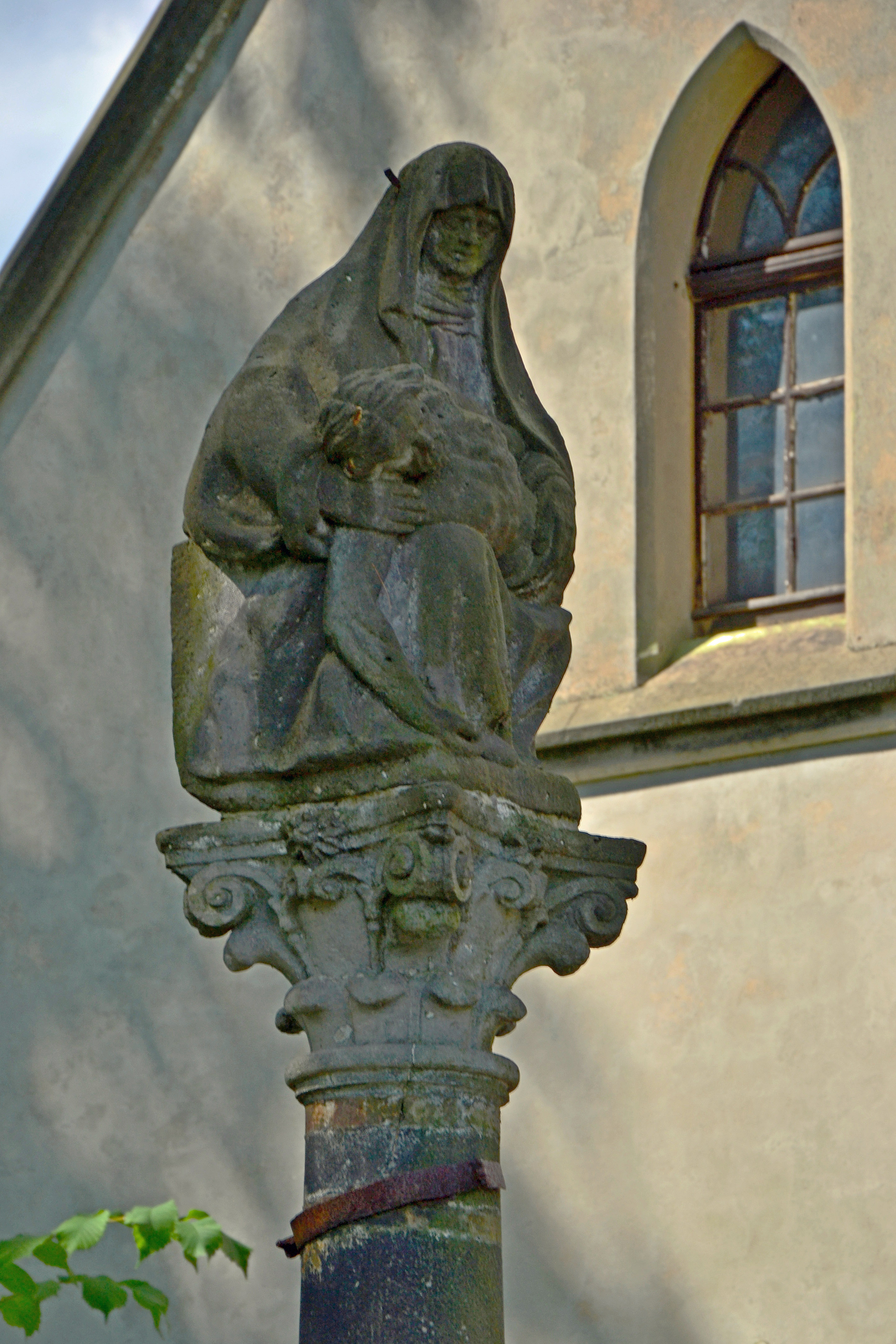
Pietà aus dem Jahre 1726, nun am Friedhofseingang in Weipert stehend. Ehemaliger Standort war der Friedhofseingang der Nikolauskirche in Preßnitz, nördlich der Nikolaikirche an der Kaadner Straße
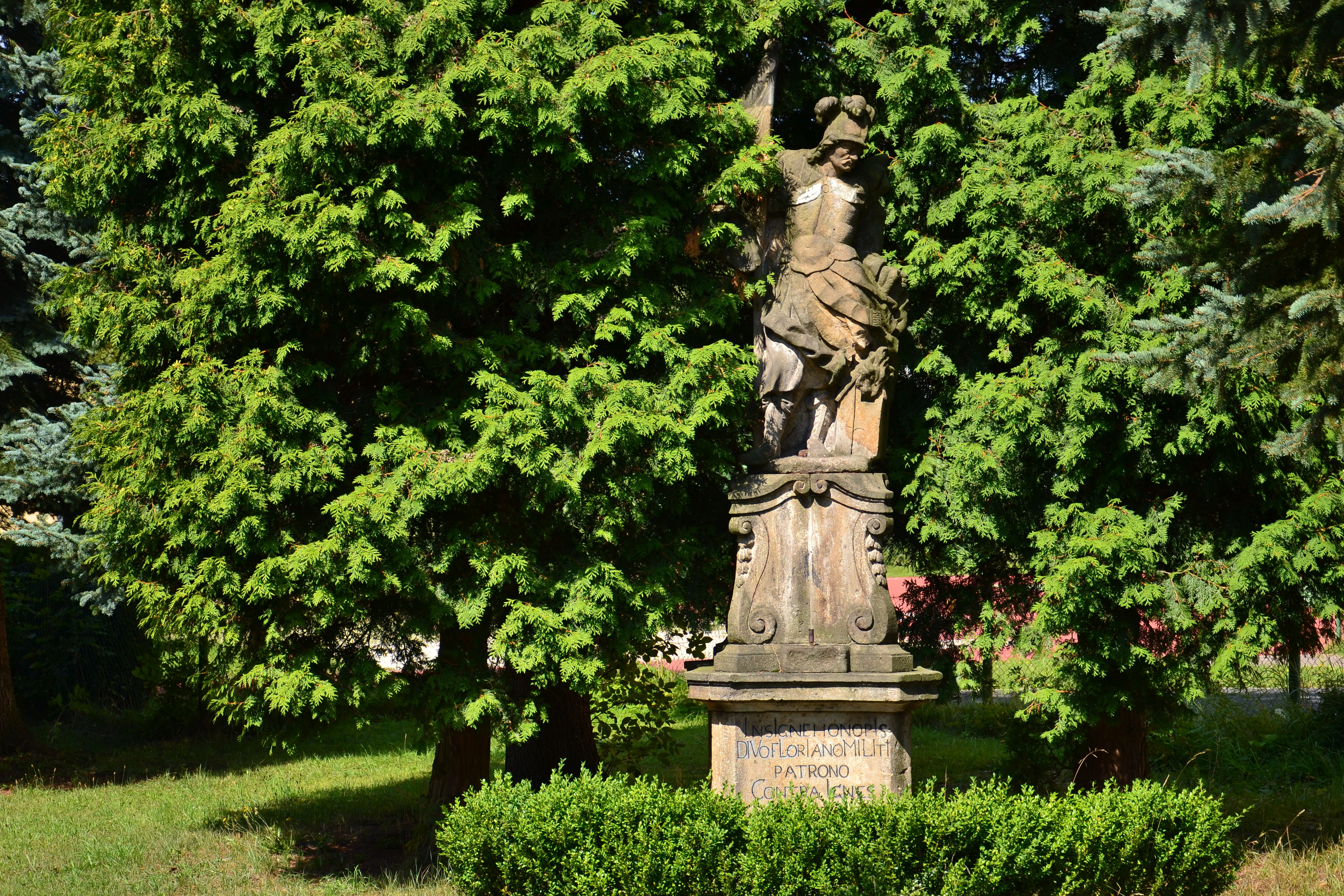
Statue des heiligen Florian aus dem Jahre 1724 am Spritzenhaus in Weipert. Ursprünglicher Standort war vor der Ostseite des Preßnitzer Schlosses[V 90]
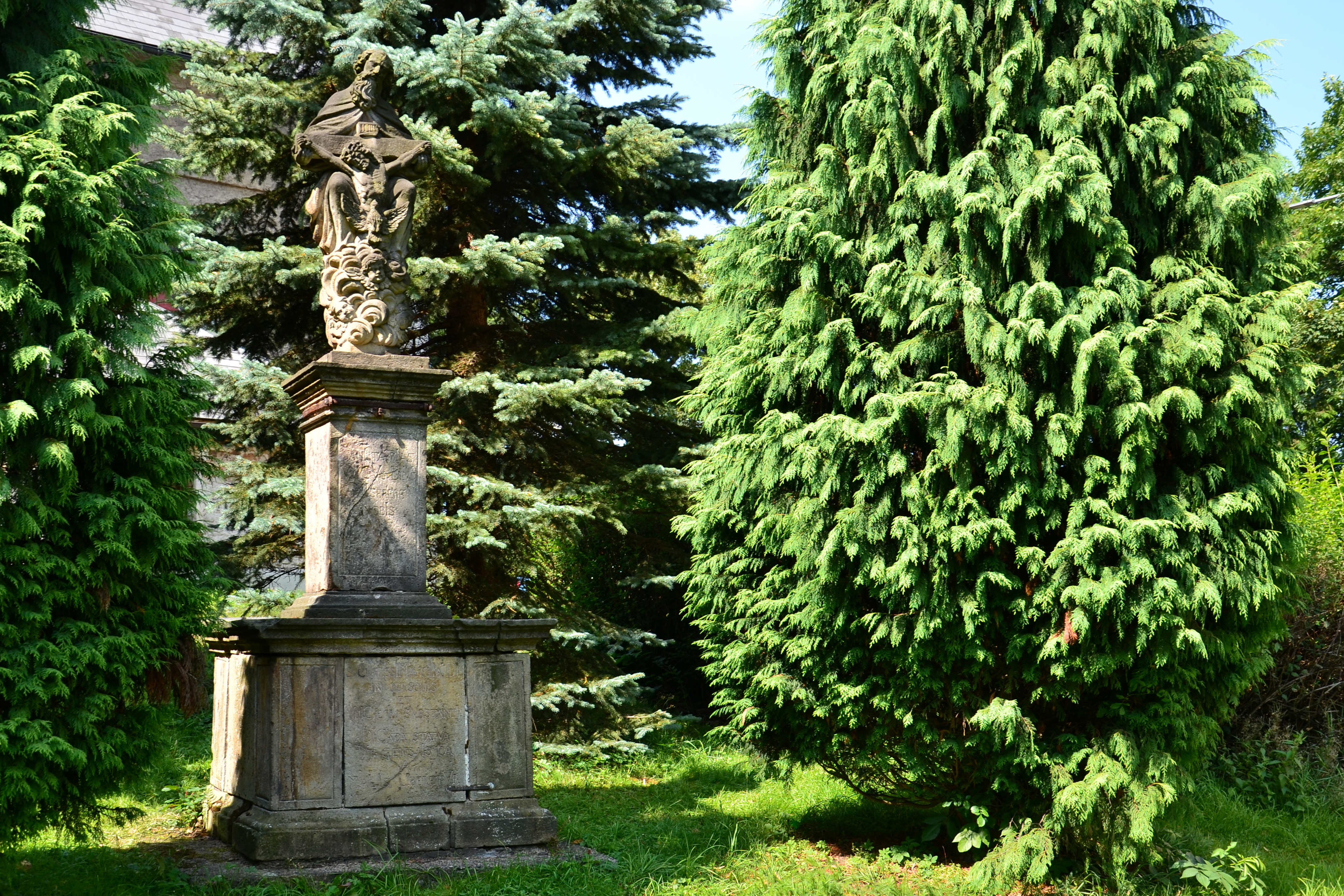
Bildsäule Heilige Dreifaltigkeit aus dem Jahre 1717 (1713) östlich vor der Pfarrkirche in Weipert. Ehemaliger Standort war vor dem Pfarrhaus nördlich der Stadtkirche
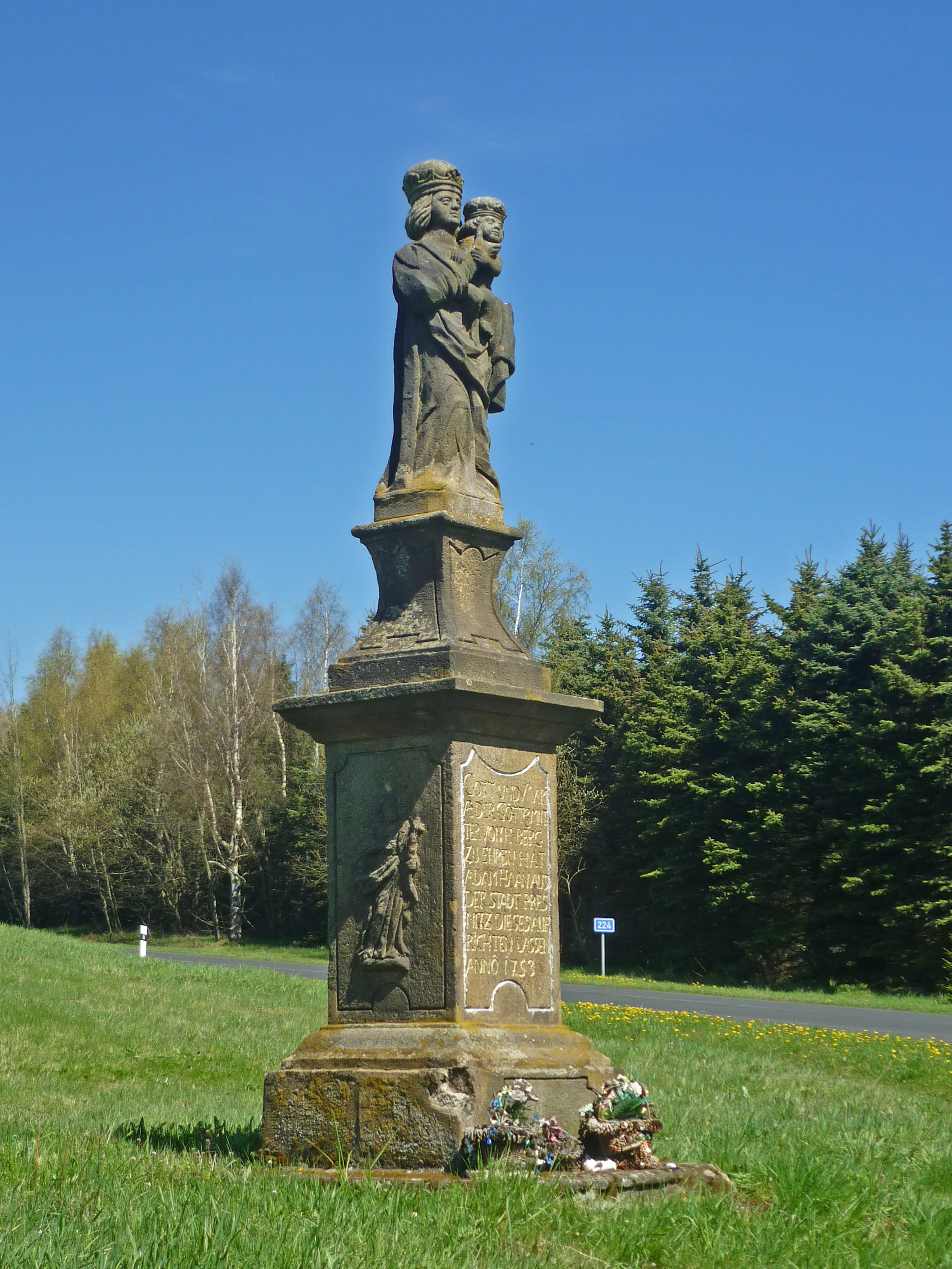
Barockstatue der hl. Maria (Schöne Maria) von 1753 (lt. Inschrift) am heutigen Standort an der Straßenkreuzung Silnic II/223-II/224 an der Talsperre Preßnitz. Ehemaliger Standort war westlich vom Friedhof der Nikolaikirche am Dörnsdorfer Weg
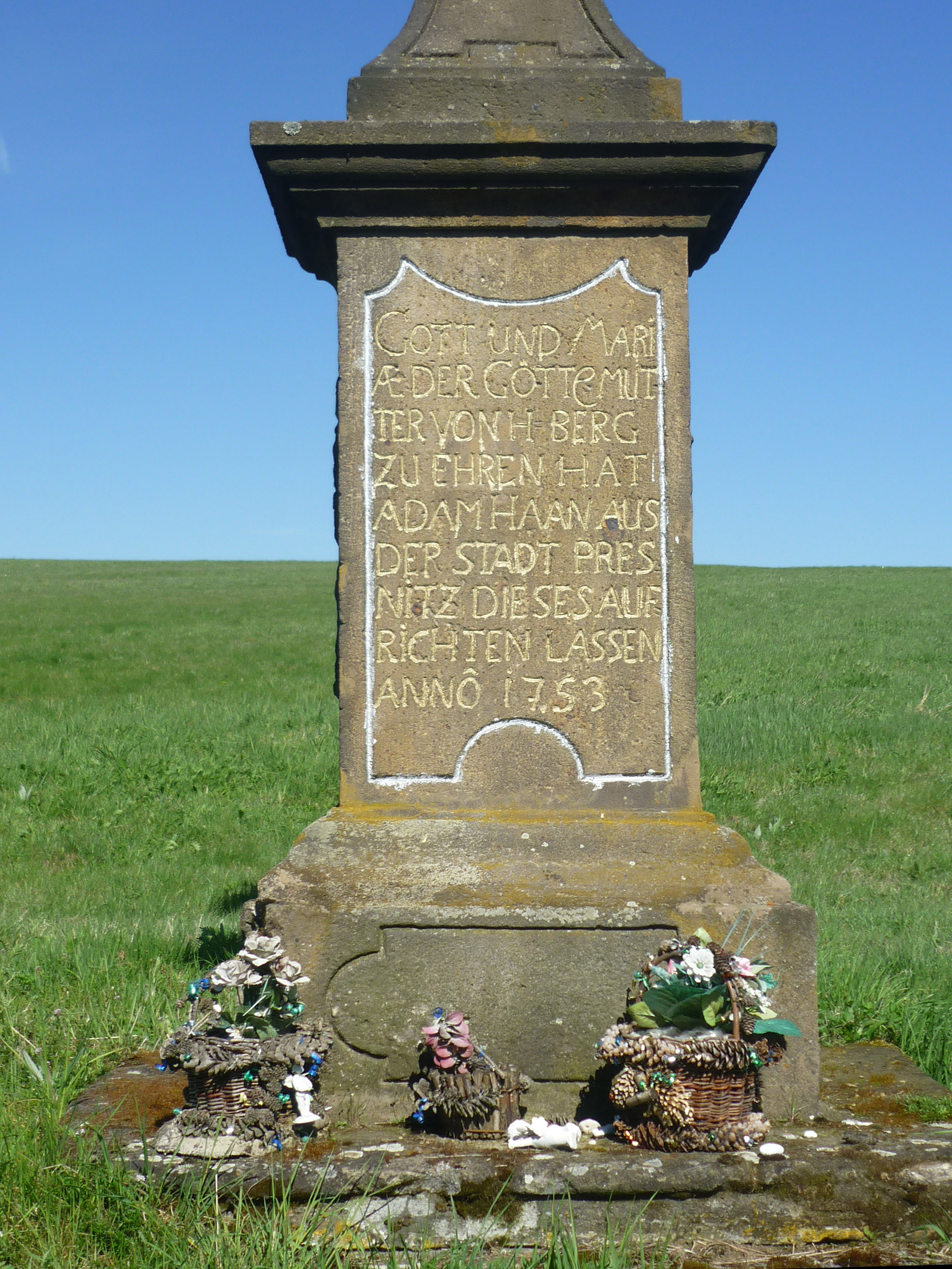
Schöne Maria, Sockelinschrift
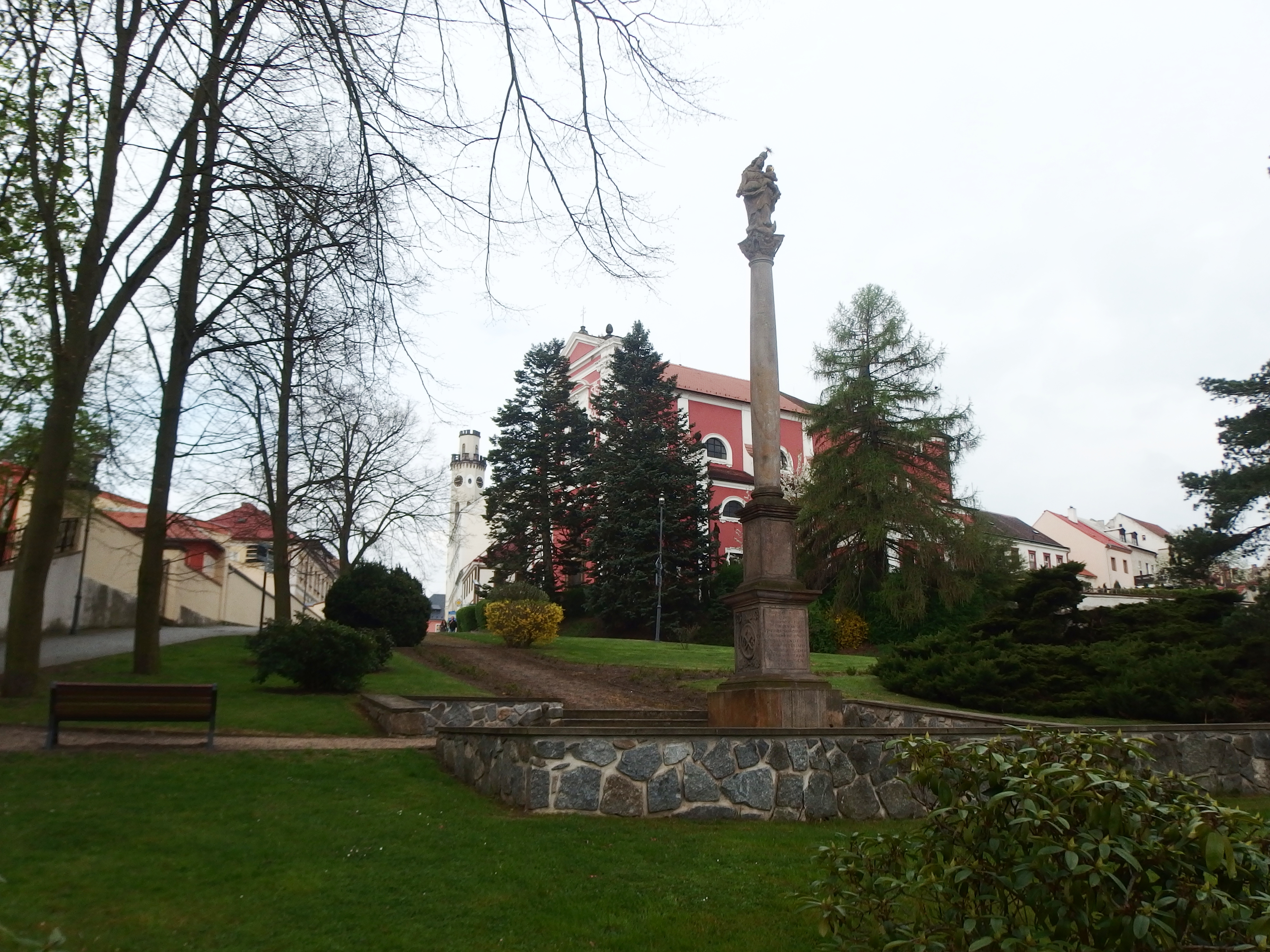
Preßnitzer Mariensäule aus dem Jahre 1699, versetzt nach Klösterle an der Eger, unterhalb der dortigen Pfarrkirche. Ehemaliger Standort war in Preßnitz die Westseite des Stadtparkes nahe am Marktplatz

Auf dem Weiperter Friedhof befinden sich außerdem die Statuengruppe „Heilige Anna“ und „Heiliger Josef mit Kind“, beide aus dem Jahre 1771. Sie standen einst mitten in der Kaadner Straße.
Eine Mariensäule aus dem Jahre 1699 befindet sich heute unterhalb der Pfarrkirche in Klösterle an der Eger. Sie stand einst an der Ostseite des Marktplatzes bzw. der Westseite des Stadtparkes noch im Park. Es kann wohl angenommen werden, dass der letzte Preßnitzer Priester Jan Netik ihre Versetzung nach Klösterle initiierte, denn er wirkte nach der Auflösung der Pfarrei Preßnitz zunächst als Pfarrer in Klösterle, und in der dortigen Pfarrkirche befindet sich auch heute noch die Madonnenstatue (um 1500) aus der Preßnitzer Stadtkirche Mariä Himmelfahrt.
Weitere versetzte Denkmale sind das „Steinerne Marterle“ (Stein mit Metallkreuz; Kamenny Kriz) an der Straße nach Schmiedeberg/Kovářská direkt bei der „Schwedenlinde“ (Lage) Außerdem blieb das Gemeinschaftsgrab der (umgebetteten) Verstorbenen aus Preßnitz, Reischdorf und Dörnsdorf auf dem Weiperter Waldfriedhof erhalten.
Das Denkmal der Gefallenen des Ersten Weltkrieges vom Friedhof der Nikolaikirche, geschaffen von Oswald Hofmann (siehe Kovarska#Persönlichkeiten) wurde restauriert und auf das Gemeinschaftsgrab auf dem Weiperter Waldfriedhof versetzt. Eine neue Gedenktafel für die umgebetteten Verstorbenen der Orte Preßnitz, Reischdorf und Dörnsdorf wurde dort zusätzlich angebracht.
Das sogenannte „Kroatengrab“ (Hrob Chorvatu), ein Stein der schlecht lesbar die Jahreszahl „1635“ trägt, befindet sich an einem nach Pleil führenden Waldweg (genaue Lage?). Die historischen Hintergründe sind unklar. Vor 1945 wurde das Grab hergerichtet, mit einer Steinfassung, Gedenkstein und einer Steinbank versehen. Heute ist dies alles zerstört, aber die Stelle erkennbar.
Rechts neben der neuen Straße vom Stausee nach Pleil-Sorgenthal existiert noch das „Husarengrab“ (Hrob husarů). Ehemals lag es abseits der alten Straße nach Pleil. Es soll sich heute rechter Hand vom höchsten Punkt der Passhöhe des Preßnitzer Passes befinden. Auf alten Karten wird es auch „Massengrab“ (Hromadný hrob) genannt. Hier sollen der Überlieferung nach Tote eines Gefechts in einen Bergbauschacht geworfen worden sein. 1996 wurde der noch vorhandene Sockel dieses Massengrabs untersucht, er zeigt keine Inschriften. Dieser Steinsockel ist mutmaßlich ehemals das Postament eines Kreuzes gewesen. Die historischen Hintergründe sind auch für dieses Grab nicht überliefert. Heute ist das Grab mit Sträuchern überwuchert und kaum zu finden.
Am südwestlichen Fuß des Haßberges ist der restaurierte Karlsbrunnen (Karlův Pramen) noch mit der Jahreszahl 1914 auf einem Stein erhalten.
Im eingemeindeten Reischdorf ist ein restauriertes Kriegerdenkmal des 19. Jahrhunderts in der Reischdorfer Flur am Originalstandort erhalten.

#### Verlorene oder zerstörte Denkmale
Im Jahr 1906 wurde Kaiser Joseph II. von Habsburg ein Denkmal gesetzt, der während einer Erzgebirgsreise für 25 Minuten in Preßnitz weilte. Es wurde an der Südseite des Stadtparkes in Nähe von Schloss und Marktplatz aufgestellt. Die Bürger begrüßten ihn begeistert und errichten kleine Gedenktafeln an verschiedenen Orten. Reste einer solchen Tafel wurden 1998 als Fragmente am Stausee bei Niedrigwasser gefunden. Als 1918 die Provinz Deutschböhmen proklamiert wurde, aber diese keinen Bestand hatte und 1919 Preßnitz wieder von tschechischem Militär besetzt wurde, wurde das Denkmal aus dem Jahre 1909 wahrscheinlich zerstört.
Unbekannt ist der Verbleib der Statue des heiligen Johannes Nepomuk, der sich ursprünglich an der Südseite des Marktplatzes in Nähe des Rathauses befand. Die Statue aus dem Jahre 1719 wurde in den 1960er Jahren beschädigt und lagerte dann hinter der Friedhofsmauer.
Vor der Nordwestecke des Schlosses befand sich ein Kriegerdenkmal (für die Gefallenen des Ersten Weltkrieges?). Dieses ging wohl verloren oder wurde zerstört.

#### Naturdenkmale
An der damaligen Straße Preßnitz–Schmiedeberg, heute Pleil-Schmiedeberg, befindet sich die Schwedenlinde (Švédská lípa), ihr Alter wird auf 350 Jahre geschätzt. Direkt daneben befindet sich das aus Preßnitz hierhin versetzte „Steinerne Marterle“ (Boží muka), ein Steinsockel mit Kreuz.

### Ausstellungen und Preßnitzer Kunstwerke in Museen
Im Januar 1942 wurden vier Kirchenglocken der Stadtkirche Mariä Himmelfahrt für die deutsche Rüstungsproduktion eingeschmolzen. Die verbliebene „Bergmannsglocke“ der Nikolaikirche befindet sich heute zusammen mit anderen Preßnitzer Kunstwerken im Bezirksmuseum in Chomutov. Sie wurde 1878 von der Komotauer Firma Julius Herold Söhne gegossen.
Im Bezirksmuseum sind außerdem in der ethnographischen Sammlung aus Preßnitz zu sehen: hölzerne Halbsäulen des Bergmannsaltares der Mariä-Himmelfahrt-Kirche, ein hölzernes Reliefgrabkreuz mit Porzellanplatte von 1929, doppelseitige Lebkuchenformen sowie Gedenkmedaillen aus dem Jahr 1807 mit dem Wappen von Preßnitz. Die Textilienausstellung zeigt Vereinsfahnen und Schärpen Preßnitzer Musikanten. Gezeigt werden auch Postamente sowie Bilder und Postkarten aus dem ehemaligen Preßnitzer Museum.
2003 fand in Lohr am Main eine Ausstellung über Preßnitz statt, da viele Vertriebene nach 1945 dorthin übergesiedelt wurden. Seit 1956 bestand eine Patenschaft zwischen Preßnitz und Lohr am Main. Die Sonderausstellung aus Lohr wurde 2004 unter dem Titel Preßnitz – versunken aber nicht vergessen auch im Bezirksmuseum Chomutov gezeigt.
Eine spätgotische Figur der Madonna mit Kind (15. Jahrhundert), die einst in der Südkapelle der Stadtkirche Maria Himmelfahrt stand, wird nun in der Pfarrei in Klösterle an der Eger aufbewahrt.

### Brief- und Siegelmarken

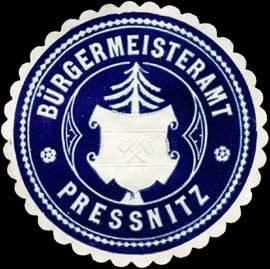
Siegelmarke „Bürgermeisteramt Preßnitz“, blau (ca. 1850–1923)
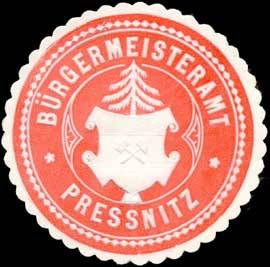
Siegelmarke „Bürgermeisteramt Preßnitz“, rot (ca. 1850–1923)
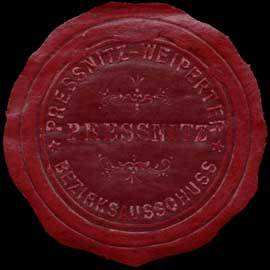
Siegelmarke „Pressnitz-Weiperter Bezirksausschuss“, rot (gegründet 1945)
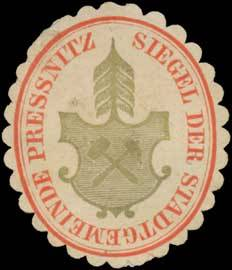
Siegelmarke „Siegel der Stadtgemeinde Pressnitz“ (ca. 1850–1923)
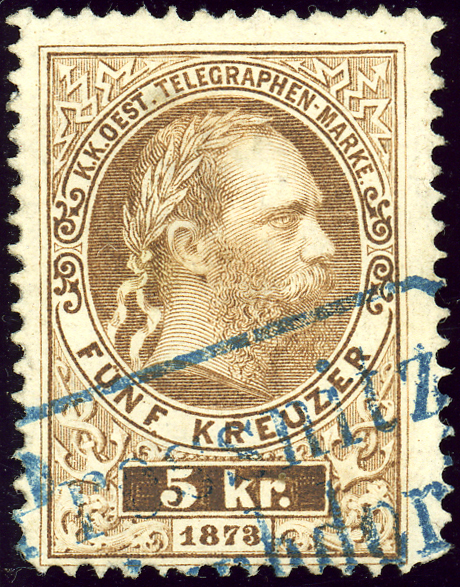
Telegraphenmarke des Kaiserreiches Österreich-Ungarn, gestempelt „Preßnitz“ (1874)

### Bedeutende und markante Gebäude in und um Preßnitz
- Schloss, (Haus-)Nr. 1, siehe unten
- Rathaus mit Rathausturm am Marktplatz (Südwestecke des Marktes), Nr. 2. Beherbergte Gefängnis, Stadtamt und Amtsgericht. Errichtet um 1530 von dem vermögenden Bergwerkseigner und (königlichem?) Berghauptmann Christian Schopf als repräsentatives Privathaus. Seit etwa 1554 Nutzung als Rathaus, Neubau jeweils nach Brandschäden in den Jahren 1759 und 1811 (Neubau 1813). 1826 Neubau im Empire-Stil. Der Rathausturm wurde erst 1873 errichtet.[V 103]
- Stadtkirche Mariä Himmelfahrt am Kirchplatz/Kirchgasse südlich des Marktes. Spätgotischer Neubau (ohne Vorgängerkirche) 1583–1593. Der Turm wurde erst 1608 an der Nordseite des Langhauses am Beginn der Apsis angebaut. Zerstört durch Brände in den Jahren 1759 und 1811. Bis 1767 barocker Neubau und dann 1813 erneuter Aufbau.[V 104]
- Nikolaikirche(Friedhofskirche) am Südende von Preßnitz an der Kaadner Straße. Vermutlich älteste (Pfarr-)Kirche von Preßnitz, Standort wird auf alten Karten „Alte Kirchen“ genannt. Möglicherweise schon vor 1363 errichtet (Patronatsrecht der Schönburger erwähnt für die Preßnitzer Kirche in diesem Jahr und 1393). Wohl vor 1435 errichtet, 1755 umgebaut. Die Kirche war länglich, hatte ein Schiff mit rechteckigem Presbyterium, gotische Fenster und ein Portal mit Kreuzrippengewölbe. An der Nordseite befanden sich die Wappentafeln der Familien von Bock und von Pollack, sowie eine Gedenktafel aus dem Jahre 1910 für den hier 1510 bestatteten böhmischen Humanisten Bohuslav von Lobkowitz-Hassenstein. Im 15. Jahrhundert soll hier der Marktplatz von Preßnitz mit Zollstation, Schmieden, Pferdeställen und Gasthäusern gewesen sein. Die Kirche selbst war wohl damals eine Wehrkirche. 1962 wurden die Bestattungen auf diesem Friedhof beendet. Bereits 1963 wurde während eines Straßenneubaues Preßnitz-Reischdorf die Nikolauskirche abgerissen. Die 1973 durchgeführten Grabungen konnten nicht mehr alle Fragen zur Geschichte klären. Man fand sieben Gräber und Fundstücke aus dem 15. bis 19. Jahrhundert. Auf dem Friedhof befand sich neben einem Beinhaus auch eine Gruft der Familie Kuhn (Fabrikantenfamilie?) und das Kriegerdenkmal für die Gefallenen des Ersten Weltkrieges.[V 105]
- (Deutsche) Volks- und Bürgerschule, Nr. 343/344, am Hang des Heegberges im Westen von Preßnitz am Schulplatz. Erbaut als markanter Neubau 1898.[V 106]
- Turnerheim am Sportplatz am Hang des Heegberges im Westen von Preßnitz am Rauscherweg. Das Sportgelände wurde 1934 eröffnet.[V 107]
- Pfarrhaus/Pfarramt am Kirchplatz südlich des Marktes, gegenüber der Nordseite der Stadtkirche mit dem Kirchturm. Spätbarock nach 1759, aber 1811 durch Brand zerstört, danach Neubau.[V 108]
- Hotel Ross (mit Kino) am Marktplatz.[V 109]
- Spitzberger Forsthaus (Neues Forsthaus) westlich von Preßnitz zwischen Heegberg und Großem Spitzberg (noch existent)[V 110][V 4]
- Vorwerk westlich von Preßnitz im Tal des Schießhausbaches an der Joachimsthaler Straße (nach Schmiedeberg). Nach 1910 wurde das Vorwerk als Direktionsgebäude der benachbarten Fischer-Zeche genutzt.[V 111]
- Fischer-Zeche, Eisenbergwerk im Westen von Preßnitz im Tal des Schießhausbaches westlich des Vorwerkes nahe Orpus. 1910 neu eröffnet. Sie erhielt den einzigen modernen Maschinenschacht mit Förderturm im Revier Preßnitz. Der Schacht war 55 m tief. 1922 als letztes Bergwerk im Preßnitzer Revier geschlossen[V 112]
- Herrschaftliches Buquoy’sches Brauhaus (am Westhang des Haßberges, wahrscheinlich am Preßnitzbach). Vor 1654 befand sich an gleicher Stelle ein Königlicher Kupferhammer.[V 113]
- „Kreditanstalt der Deutschen“ am Marktplatz[V 114]
- Städtische Musikschule (mit Stadt-Bibliothek). Eckhaus Nr. 227 an Kirchgasse/Kirchplatz gegenüber der Südseite der Stadtkirche Mariä Himmelfahrt. Schulneubau von 1896.[V 115]
- Schmiede am Alten Ring.[V 116]
- Alte Pfarrei am Alten Ring.[V 116]
- Städtisches Brauhaus (ab 15. Jahrhundert), in der Stadt. Um 1859 war für kurze Zeit Franz Xaver Hodač, der Urgroßvater der berühmten tschechischen Schauspielerin Nataša Gollová, der Pächter der Städtischen Brauerei.[V 117]
- Tschechische Volks- und Bürgerschule, Nr. 452, im Süden von Preßnitz neben der Nikolaikirche. Eröffnet 1925. Hatte eine Zweigstelle in Reischdorf. Ab 1938 Nutzung als deutscher Kindergarten.[V 118]
- (herrschaftlicher?) „Karlhof“ nördlich von Preßnitz nahe dem Preßnitzbach.[V 4]
- herrschaftlicher Maierhof „Hassenhof“, nördlich von Preßnitz nahe dem Preßnitzbach, bereits auf Karten Böhmens ab dem 17. Jahrhundert eingezeichnet. 1616–1621 vom königlichen Hauptmann der Kameralherrschaft Preßnitz, Samson Schindler von Hohenwald (und Puschhof), bewohnt.[V 119][V 4]
- (herrschaftlicher?) „Weißer Hof“ nördlich von Preßnitz nahe dem Preßnitzbach.[V 4]
- Rohrschmiede-Fabrik (mit Mühlrad) nordöstlich unterhalb des Heegberges am Rohrschiedebach und der alten Straße nach Pleil.[V 4]
- Lohmühle (F. Preis?) bei der Nikolaikirche im Süden von Preßnitz am Hammerlebach
- „Mauthäusel“, ehemaliges Zollhaus, an der Straße unterhalb des Haßberger Forsthauses, westlich des Haßberges im Preßnitztalkessel.[V 120]
- Tschechische Volks- und Bürgerschule, Nr. 452, im Süden von Preßnitz neben der Nikolaikirche. Eröffnet 1925. Hatte eine Zweigstelle in Reischdorf. Ab 1938 Nutzung als deutscher Kindergarten[V 121]
- Haßberger Revierförsterei/Forsthaus am Südwesthang des Haßberges.[V 122][V 4]
- Sorgenthaler Forsthaus bei Siedlung Hegerhaus zwischen Sorgenthal und Christophhammer.[V 4]
- Preßnitzer Oberförsterei, an der Ostseite der Stadt.[V 4]
- Café Roscher.[V 123]
- Musikpavillon im Westteil des Stadtparkes, westlich des Schlosses, östlich des Marktplatzes.[V 124]
- Bezirksamt/Kreisamt, Nr. 10/11, an Westseite des Marktplatzes gegenüber dem Schloss. Eröffnet 1906, geschlossen 1938 wegen Auflösung des Bezirkes Preßnitz.[V 125]
- Ölmühle am Südende von Preßnitz (im Jahr 1861) am Orpusbach.[V 4]
- Lohstampfmühle nördlich von Preßnitz am Preßnitzbach.[V 4]
- Untere Mühle nördlich von Preßnitz am Preßnitzbach.[V 4]
- Brettmühle nördlich von Preßnitz am Preßnitzbach.[V 4]
- Mittlere Mühle nördlich von Preßnitz am Preßnitzbach.[V 4]
- Ziegelhütte im Kremsiger-Bergbaugebiet östlich von Sorgenthal.[V 4]
- Schmelzhütte (im Jahre 1861) im Norden des Heegberges an der alten Straße nach Pleil.[V 4]
- Eisenhütte „Engelsburg“ bei Sorgenthal.[V 4]
- Druckerei Karl Wohlrab (u. a. der Preßnitzer Zeitung), Nr. 9 an Westseite des Marktplatzes gegenüber dem Stadtpark.[V 126]
- Postamt, zwischen Nr. 68 und 74 an Hinterer Herrnhausgasse später am Marktplatz.
- Finanzamt am Marktplatz.
- Apotheke, Nr. 6, Mitte der Westseite des Marktplatzes gegenüber dem Stadtpark.[V 127]
- Drogerie, Nr. 72 oder 73, südlich des Stadtparkes am Herrnhausplatz
- Feuerwehrdepot, Kaadner Straße, südöstlich des Marktes
- Schlachthof am Preßnitzbach im Osten des Stadtzentrums an der Schlachthofgasse/Schlachthofwiese
- Freibad/Stadtbad/Strandbad im Westen der Stadt im Tal des Schießhausbaches. 1932 eröffnet.[V 128]
- unbenannte Mühle (Name?) am Bach der Kempteiche/Altvaterteiche im Westen von Preßnitz im Jahre 1861.[V 4]
- Drei Gasthäuser an Marktplatz Nr. 8, Herrnhausgasse Nr. 81 und (Kaadner Straße?) Nr. 133.
- Stadtmühle, Nr. 88, an Kaadner Straße südöstlich des Stadtparkes.[V 129]
- Café Zentral mit Tanzsaal an Nordwestecke des Marktplatzes Nr. 20–21
- Bäckereien „Hahn“ (Nr. 83) und „Illing“ (Nr. 80) an Hinterer Herrnhausgasse, und Kühn Nr. 13 an Nordecke des Marktplatzes.[V 129]
- Wasserhochbehälter/Wasserwerk „Bassin“ auf dem Heegberg. Erbaut 1905. Als Ruine erhalten.[V 130][V 131]
- Stadtmuseum. Nr. 373, neben dem Rathaus in der Joachimsthaler Straße.[V 129][V 132]
- Filiale der Komotauer Sparkasse in Preßnitz.[V 133]
- Volksbank Preßnitz[V 134]
- Knebelsberger-Haus(Nr. 53), gegenüber der Ostseite des Schlosses und der Statue des hl. Florian. Hierin lebte mehr als 20 Jahre lang Leopold Knebelsberger, der Komponist des Andreas-Hofer-Liedes.
- Armenhaus und Isolierspital bei der Nikolaikirche.

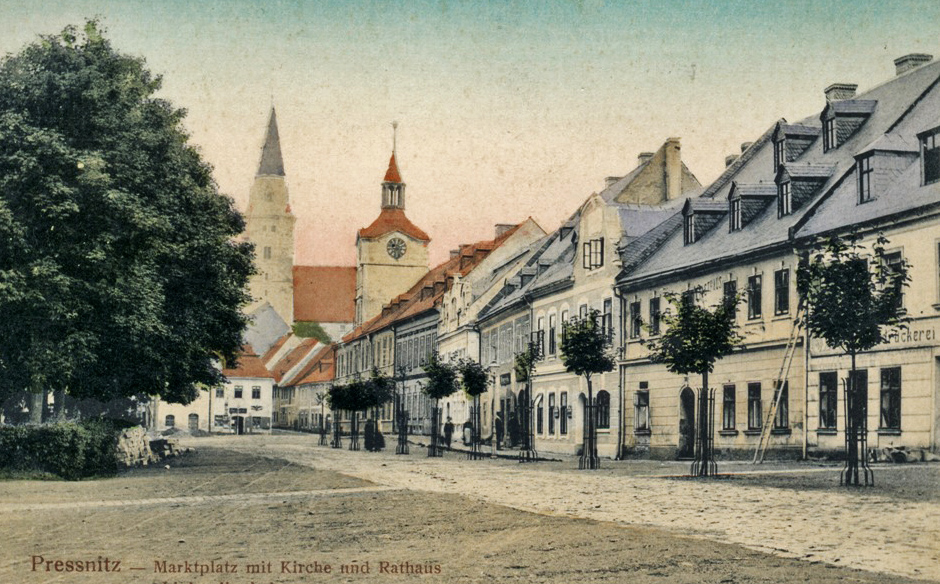
Blick auf den Marktplatz von Norden nach Süden zur Stadtkirche Mariä Himmelfahrt (rechts: Turm des Rathauses; links: Stadtpark)
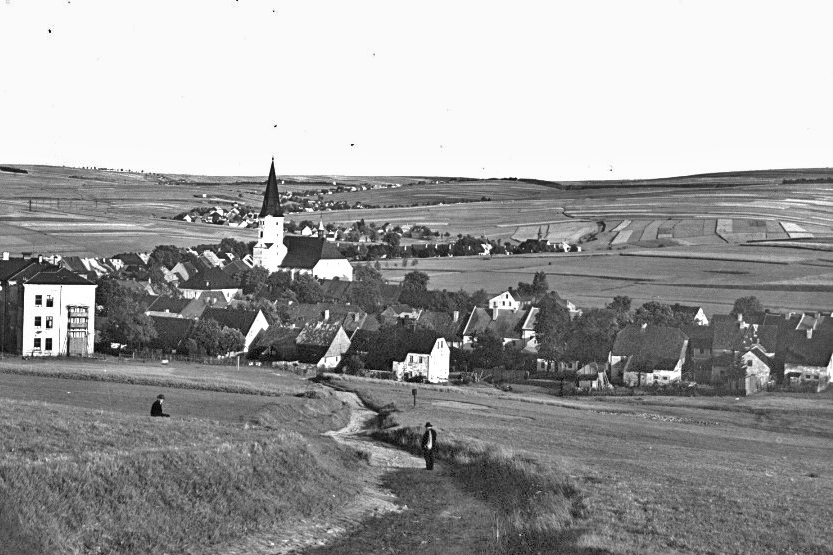
Blick von Norden über die ehemalige Stadt, mit der Stadtkirche Mariä Himmelfahrt. Im Hintergrund Reischdorf. Vor 1945.
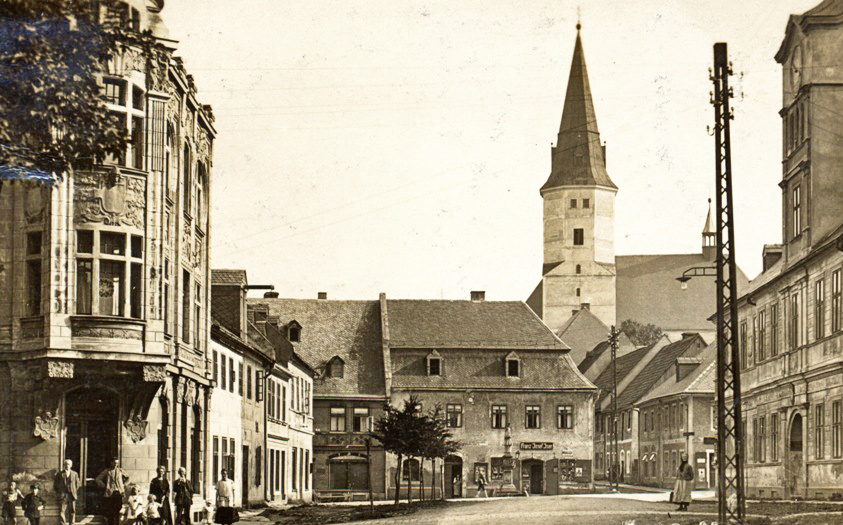
Blick vom Marktplatz nach Süden durch den Rathausplatz zur Stadtkirche; linke Seite: (Eckhaus) „Kreditanstalt der Deutschen“
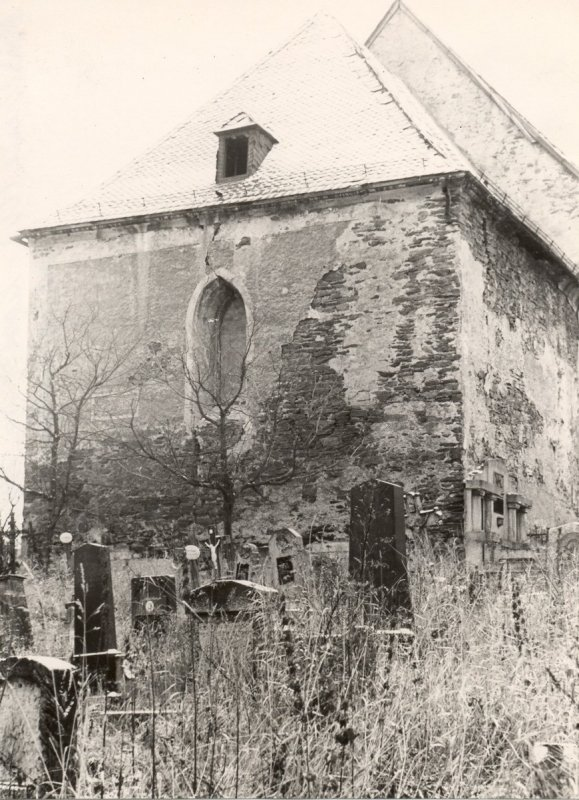
Nikolaikirche mit Stadtfriedhof, 1960 (kurz vor dem Abriss)

### Wasserburg und Schloss Preßnitz
In den 1520er-Jahren erbaute Wilhelm von Lobkowitz-Hassenstein in Preßnitz eine Wasserburg mit zwei Wassergräben mitten auf dem Marktplatz der Stadt im nördlichen Teil der spätmittelalterlichen Stadt. Sie wird als mächtiger Turm beschrieben, der von einigen Wehranlagen umgeben war. Das Erdgeschoss war aus Stein, das erste Obergeschoss aus Holz. Die festungsartige Anlage hatte einen unregelmäßigen sechseckigen Grundriss, der von einer Wehrmauer umfasst wurde, deren sechs nach innen geöffnete Rundbastionen (Schalentürme) mit Schießscharten für Geschütze oder Handfeuerwaffen versehen waren. Über den die Burg umgebenden Wassergraben führte eine Zugbrücke. Quellen in den umliegenden Feldern versorgten zwei Brunnen im Burghof über Wasserleitungen.
1650 wurde die schon 1641 abgebrannte Wasserburg als reiner Verwaltungsbau von der Königlichen Kammer neu errichtet. Die beiden Wassergräben wurden trockengelegt und verfüllt. 1749 gab es einen größeren Stadtbrand bei dem wohl auch die Burg erneut zerstört wurde. Ende der 1740er-Jahre riss man die ruinöse Burganlage komplett ab.

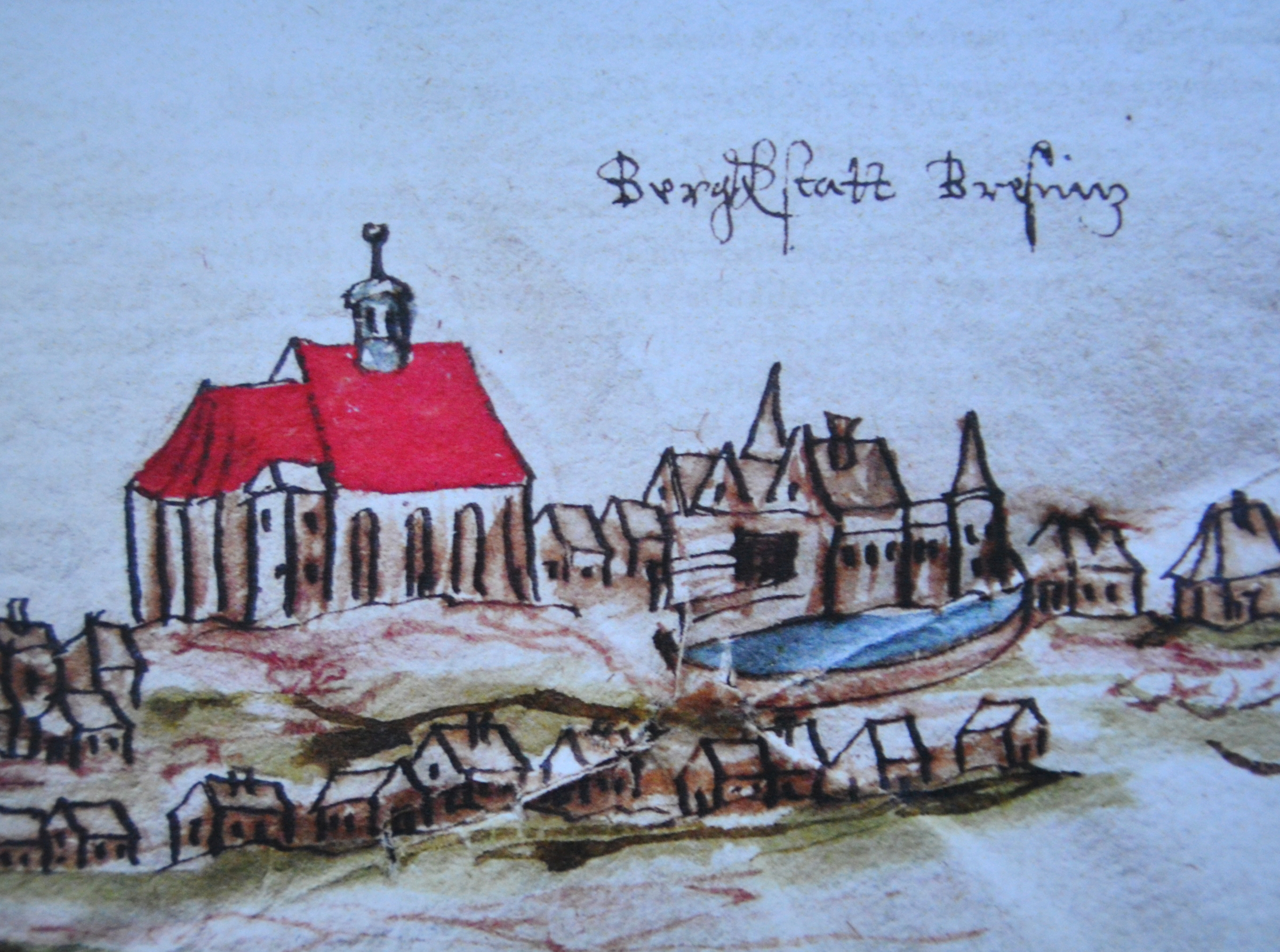
Stadt Preßnitz im Jahre 1591, rechts neben der gerade erst erbauten Stadtkirche Mariä Himmelfahrt (ca. 1583–1593) ist mutmaßlich die Burg zu sehen
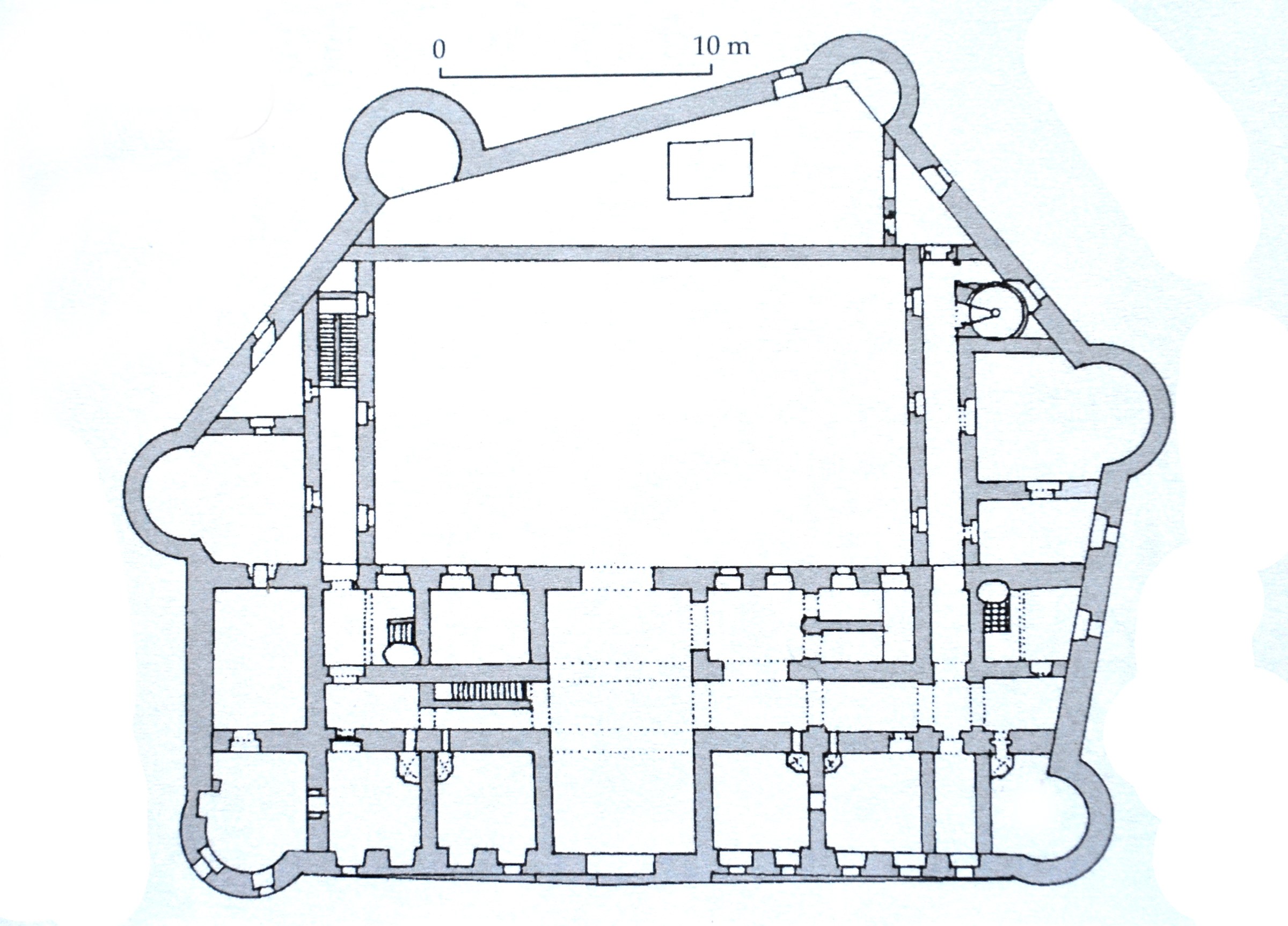
Grundrisses der Burg um das Jahr 1726 (laut Preßnitz – versunken aber nicht vergessen. S. 20: um 1620) nach Johann Heinrich Dienebier
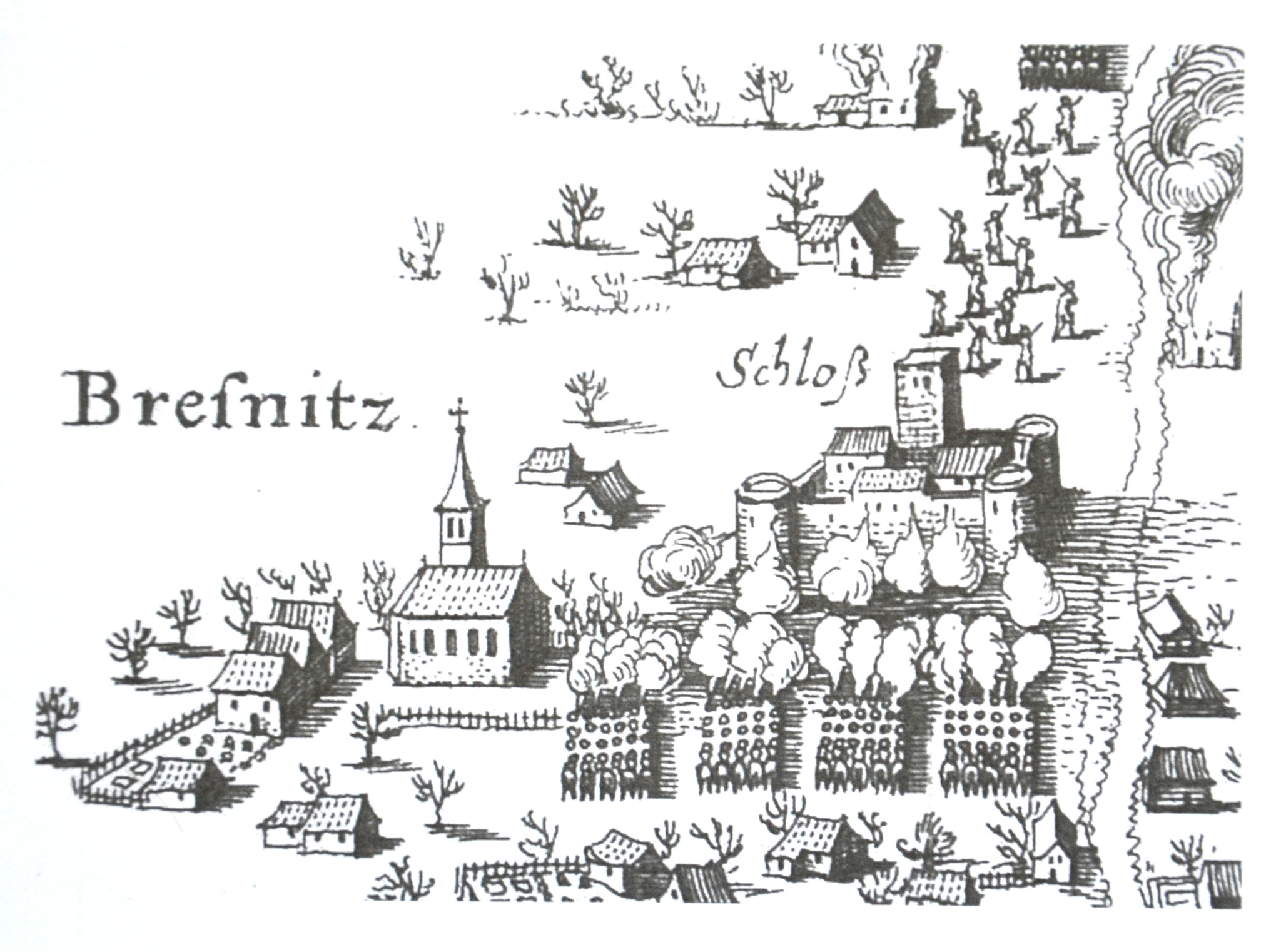
Wasserburg während der Schlacht bei Preßnitz im März 1641, Kupferstich Matthäus Merian, Frankfurt am Main 1648
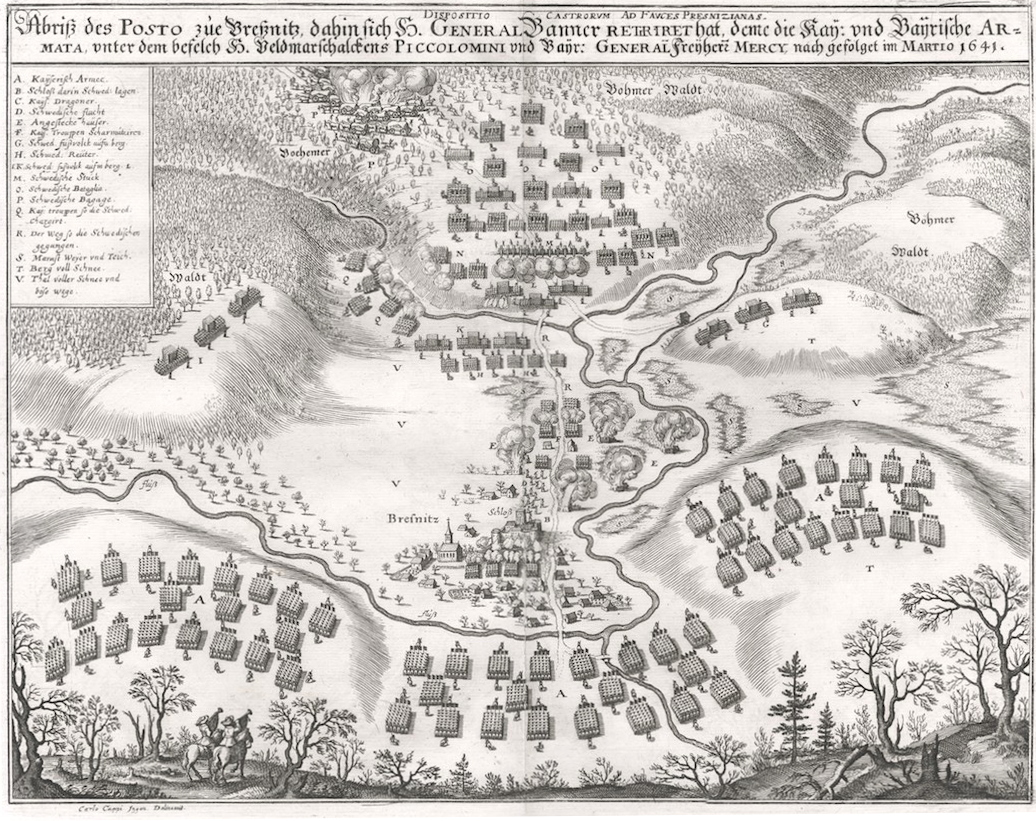
Schlacht bei Preßnitz, März 1641 (M. Merian). Zentral die Burg
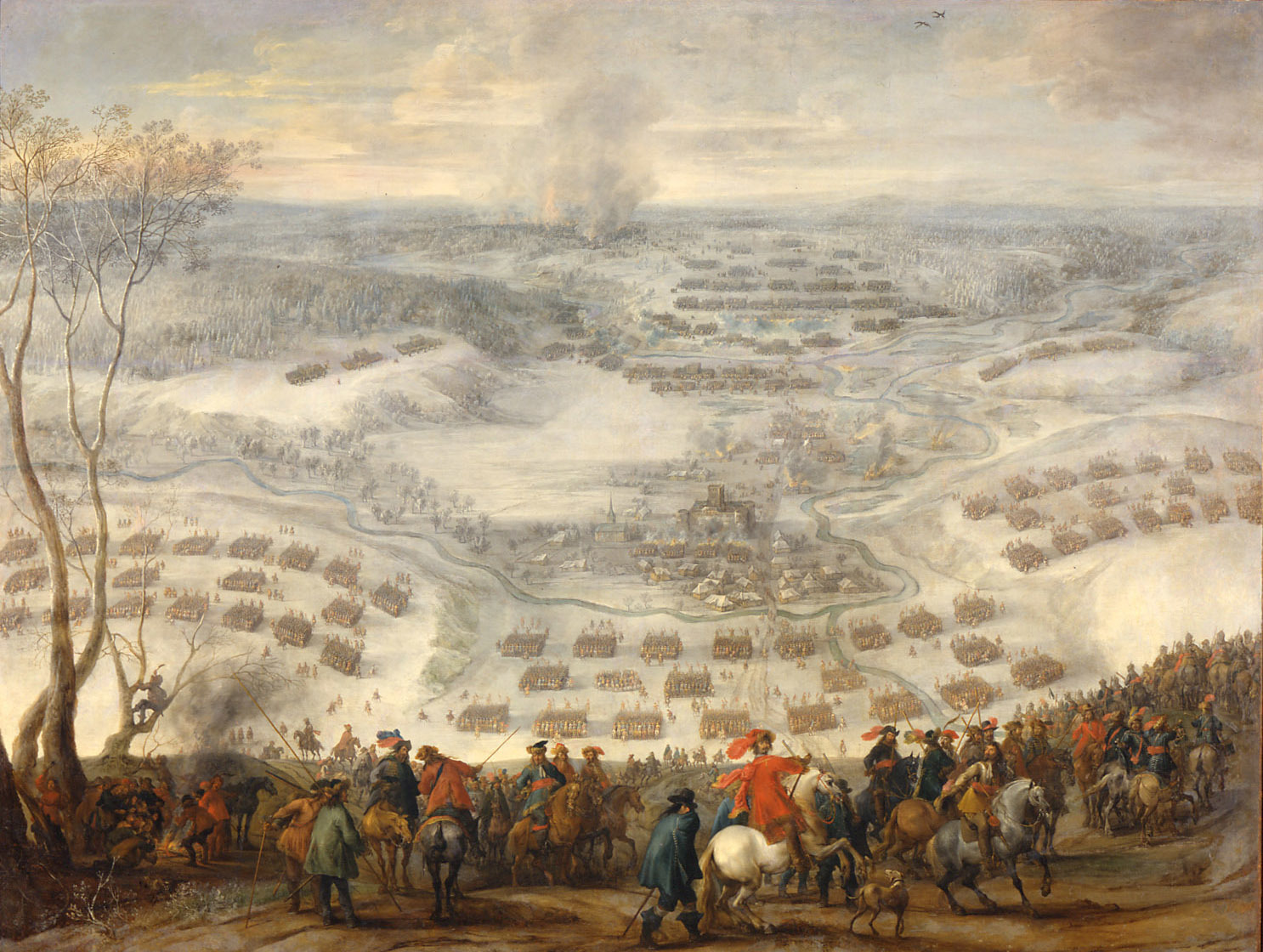
Schlacht bei Preßnitz nach Pieter Snayers, Gemälde 1644. Zentral die Burg

1749 bis 1754 wurde ein spätbarockes Schloss an gleicher Stelle errichtet, welches „Amtshaus“ genannt wurde. Zu dieser Zeit war es ein einstöckiges längliches Gebäude, das direkt neben der Ostseite des Marktplatzes stand. Eine Abbildung der Stadt im Jahre 1820 zeigt diesen Bau (fast ohne Anbauten). Dieser (spätere Süd-)Flügel hatte ein hoch aufragendes barockes Walmdach. Er war in West-Süd-Richtung ausgerichtet mit einem Risalit, der mit dem mittigen Hauptportal zum Stadtpark, also nach Süden, zeigte. Das Portal (für Personen) mitten im Risalit hatte einen Gewölbestein mit der Jahreszahl „1750“.
1811 kam es zum größten Stadtbrand der Preßnitzer Geschichte. Das Schloss brannte dabei ab.
1813 wurde das Preßnitzer Schloss umgebaut und renoviert. Es wurden zwei Seitenflügel angebaut. Das Gebäude (Nr. 52), das am hinteren Trakt des Schlosses, an der Ostseite des Nordflügels angebaut war (und auf der Stadtansicht von 1820 zu sehen ist), trug die Jahreszahl „1816“ auf einem Portalstein. Ein vierter Schlossflügel, der den Hof umschloss, wurde erst bei einem Umbau Mitte des 19. Jahrhunderts erbaut. Der Südflügel des Schlosses hatte eine abgerundete Ecke und einen Risalit mit Dreiecksgiebel zum Stadtpark zu. Die anschließende Halle schmückte ein Kreuzgewölbe. Die restlichen erdgeschossigen Räumlichkeiten waren tonnengewölbt mit Stichkappen, oder als Gewölbefeld gestaltet. Das erste Stockwerk hatte eine Flachdecke. Familie von Buquoy hat später das Schloss öfter baulich umgestalten lassen.
1826 kauft Otto Viktor I. von Schönburg-Waldenburg die Herrschaft (und wohl auch das Schloss?). Er lässt hier den Waldbestand größtenteils abholzen und verkauft schon 1832 die Herrschaft Preßnitz an Gräfin Gabriela von Buquoy-Longueval, geborene von Rotenhan, auf Schloss Rothenhaus.
Ende des 19. Jahrhunderts war das Schloss ein Vierflügelbau mit dem ältesten Hauptflügel an seiner Südseite. Dieser hatte das höchste Dach des ganzen Vierflügelbaues. Die anderen drei – später errichteten – Flügel umschlossen einen quadratischen Hof und hatten niedrigere Dächer als der Südflügel. Das Hauptportal (für Personen) war im Risalit des Südflügels. Dessen Halle reichte bis in den Schlosshof. Eine Torfahrt in den Schlosshof existierte mitten im Westflügel. Weitere Portale für Personen gab es am Nordflügel außen und am östlichen Anbau des Nordflügels (Nr. 52).

### Erhaltene Bauwerke
Erhalten blieben das teilweise unterirdische Preßnitzer Wasserwerk (Hochbehälter, errichtet 1905) auf dem Heegberg westlich der Talsperre (ruinös; Lage) sowie ein Forsthaus („Spitzberger Forsthaus“) unterhalb des Osthanges des Spitzberges über dem Heegberg (Lage).

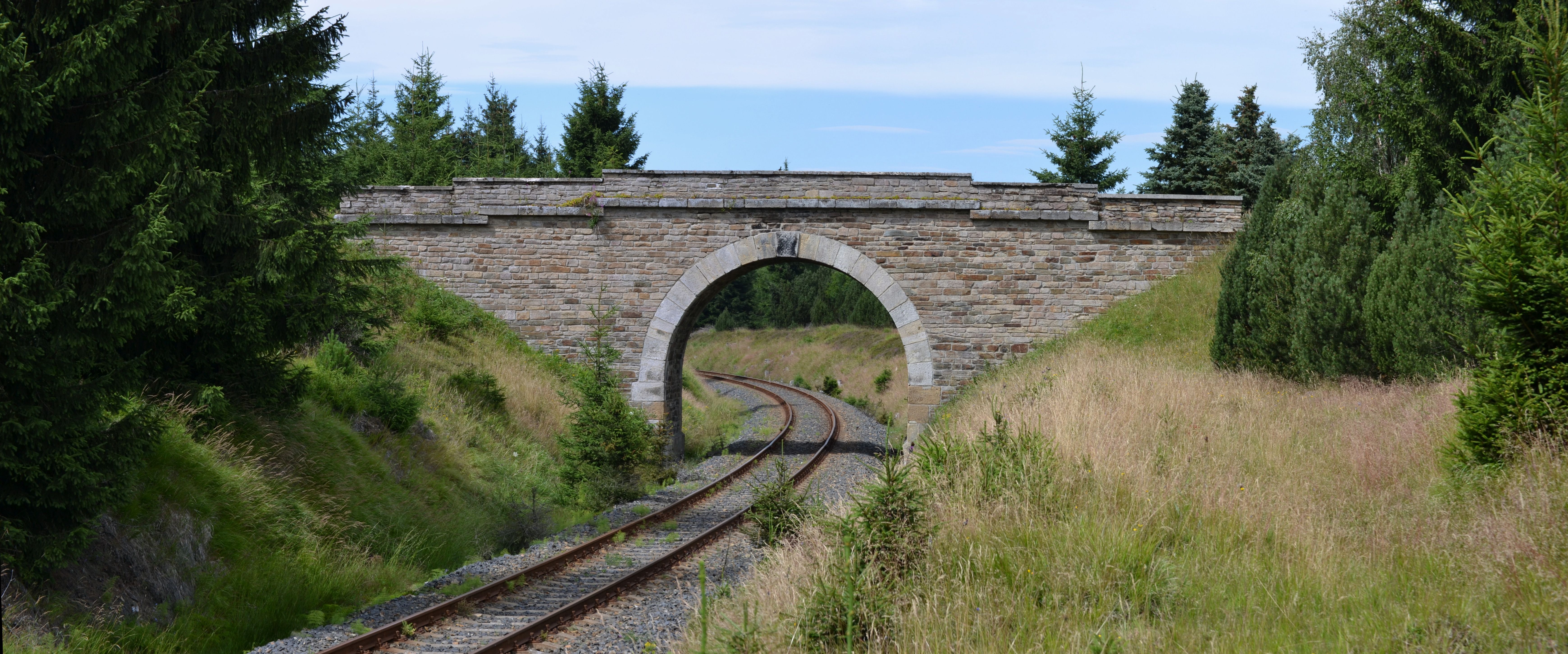
Brücke der Straße von Orpus nach Schmiedeberg über der tschechischen Bahnlinie 137 Weipert–Komotau
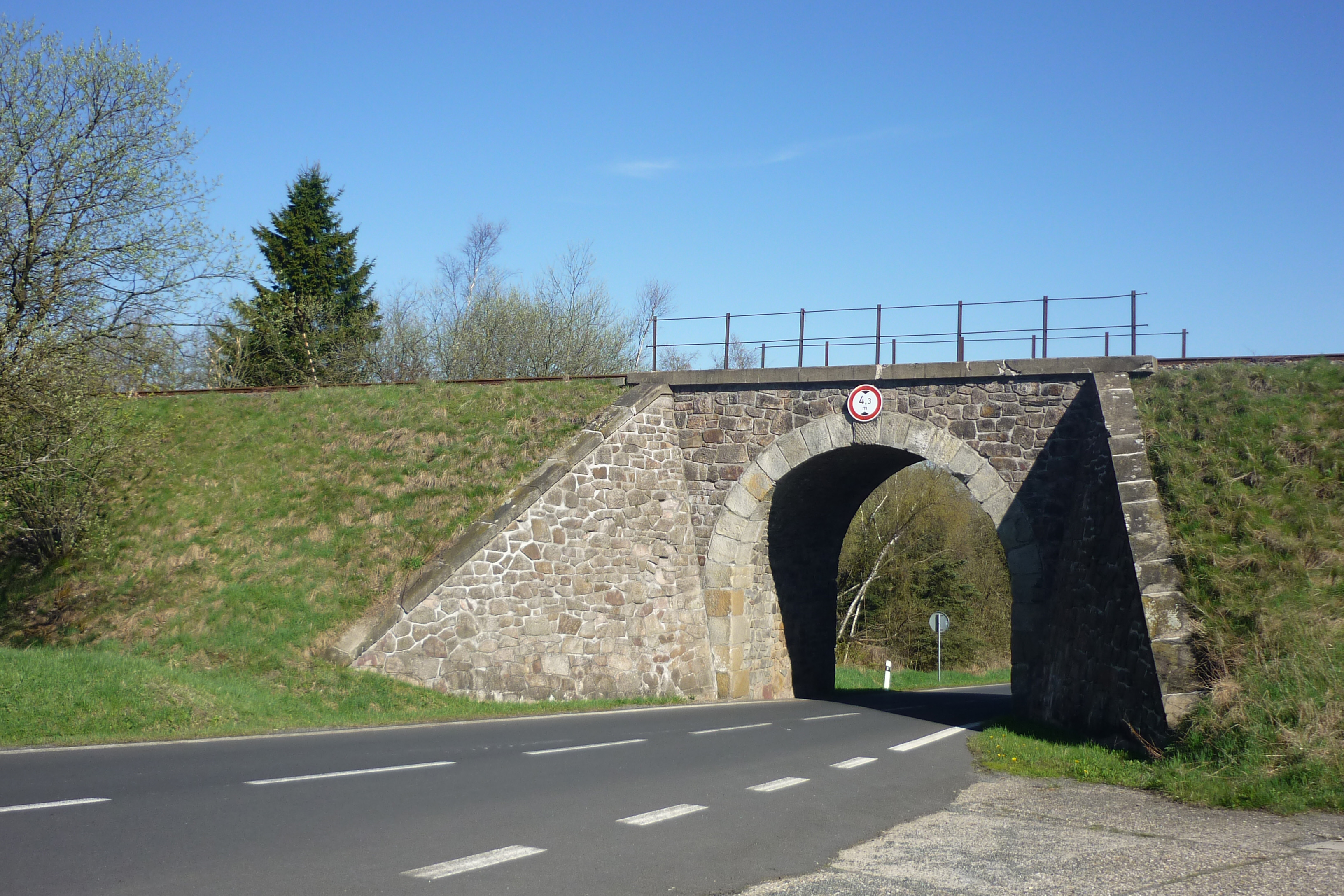
Reischdorfer Eisenbahnbrücke

## Persönlichkeiten
(sortiert nach Geburtsjahr)

### In Preßnitz geboren
- Daniel Putscher (* 1584; † 1641 in Leipzig), 1624 und 1632 Rektor der Leipziger Universität, Assessor des Hochgerichts Leipzig und Domdechant des Hochstiftes Wurzen.
- Pater Thaddäus Schweiger (* 1692 in Preßnitz; † 1743 in Prag/Strahov), Prämonstratenser, Philosoph. Veröffentlichte mehrere Druckschriften theologischen, juristischen und philosophischen Inhalts
- Josef Hager (* 1726; † 1781 in Prag), Maler, spezialisiert auf illusionistische Architektur
- Ignaz Walther (* 1726; † 1799 in Preßnitz), Bürgermeister 1792–1799. Meister der Preßnitzer Harfenspielkunst. Künstlername: „König David“. War der erste Preßnitzer Harfenspieler und damit Begründer der Preßnitzer Musiktradition.
- Anton Seifert (* 1826; † 1873), k. k. Militärkapellmeister, Schöpfer des Kärntner Liedermarsches
- Alexander Loy (* 1831; † 1893 in Leitmeritz), Kulturschriftsteller, Offizier. Seine Humoresken gingen durch viele Blätter Österreichs und Deutschlands
- Franz Ludwig d. Ä. (* 1848; † 1925 in Graslitz), Wandermusiker, Musikdirektor der Graslitzer Musikschule und Komponist. Trat als Wandermusiker in Bosnien und Ägypten auf
- Johann Haßner (* 1854; † 1902 in Wien), Kapellmeister, Gründer des Preßnitzer Stadtmuseums
- Richard Markgraf (* 1869; † 1916), Fossiliensammler und Paläontologe
- Gustav Haas (* 1890; †), akademischer Graveur, Schöpfer von Kleinplastiken, graphischer Künstler
- Eugen Sänger (* 1905; † 1964 in Berlin), Raketentechniker[V 140]

### Mit Preßnitz verbunden
- Nikolaus Chudy von Lobkowitz (oder Bohuslaus von Lobkowicz), soll laut verschiedener Quellen in der Preßnitzer Nikolaikirche (Friedhofskirche) im Jahre 1435 bestattet worden sein.
- Bohuslaus Lobkowicz von Hassenstein (1461–1510), berühmter Humanist und Dichter Böhmens, wurde nach seinem Tode angeblich in der Preßnitzer Familiengruft neben seinem Vater bestattet.[V 141] An der Nordseite der Nikolaikirche (Friedhofskirche) befand sich einst eine Gedenktafel, die an seine Bestattung hier im Jahre 1510 erinnerte.[V 142]
- Georg Meyer (16. Jahrhundert): Bergmeister von Preßnitz und Kupferberg. Autor eines Buches über den Bergbau.
- Christian Schopf, Bergwerksbesitzer und Berghauptmann, ließ um 1530 in Preßnitz ein prächtiges Gebäude errichten, welches später als Rathaus genutzt wurde. Ein Stein am Eingang zeigte die Jahreszahl 1554 und einen Bergmann mit Schlägel und Eisen.
- Matthias von Scharffenberg, um 1546/47 und danach königlicher Amtshauptmann auf der Preßnitzer Wasserburg.
- Samson Schindler von Hohenwald und Puschhof, königlicher Hauptmann der Kameralherrschaft Preßnitz, lebte von 1616 bis 1621 hier auf dem Hassenhof und betrieb hier Kupfer-, Silber- und Eisenhütten. 1621 wurde er wegen Beteiligung am Aufstand des evangelischen Adels enteignet.[V 143]
- Christian Lehmann (1611–1688), Chronist des Erzgebirges, berichtet in seiner Kriegschronik der Teutschen erstmals detailliert über das Preßnitzer Bergbaurevier.
- Christian Meyer, Besitzer der Hammerwerke unterhalb Jöhstadt. 1645 Grubenbesitzer auf dem Bergbaugebiet Kremsiger (bei Pleil-Sorgenthal).
- Matthäus Merian, fertigte 1648 in Frankfurt am Main den Kupferstich Schlacht bei Preßnitz über die legendäre Schlacht bei Preßnitz im Dreißigjährigen Krieg an.
- Karl Maschauer, Autor einer Bergkarte von 1720, die eine der ältesten bekannten Darstellungen von Preßnitz zeigt.
- Familie von Bock (18./19. Jahrhundert), Preßnitzer Tuchmacher und Bürgermeisterfamilie. Einige Familienmitglieder engagierten sich sozial. Bis 1945 bestand eine Bock’sche Armenstiftung in Preßnitz. An der Nikolaikirche existierte ein Wappen dieser Familie.
- Anton von Kayser (1748–1754), Preßnitzer Oberamtmann
- Vorname? Peithner von Lichtenfels, berichtet 1780 über den Niedergang der Preßnitzer Silber- und Eisenbergwerke.
- Graf Kaspar Maria von Sternberg (1761–1838), berichtet im Jahre 1836 in seinem Werk Entstehung des im Gebiet der Böhmischen Krone liegenden Städtchen Preßnitz und seiner Bergwerke über den Preßnitzer Bergbau und zitiert dabei aus einem Bericht eines Preßnitzer Bergbeamten aus dem Jahre 1583. Das Original ging leider verloren, aber das Joachimsthaler Bergbuch berichtet über dieses Buch im Jahre 1723.
- Karl Stülpner (1762–1841), sächsischer Volksheld, lebte zeitweise in Preßnitz und heiratete hier und hatte hier eine Familie. Um 1810 unterhielt er im Nachbarort Christophhammer eine Gastwirtschaft. 1841 verstarb er in Preßnitz.[V 144]
- Anna Maria Görner (* 1764; †), erste Preßnitzer Musikerin, die auf der Messe Leipzig Geld mit Musizieren verdiente und damit Vorbild für andere Preßnitzer wurde. Man nannte sie Singres Annamidl (singendes Mädchen Anna).
- Gräfin Marie Gabrielle von Buquoy-Longueval (oder Gabriella von Buquoy), geborene von Rothenhan, (* 1784 in Wien; † 1863 in Prag), verheiratet mit Graf Georg Franz August von Buquoy-Longueval, war seit 1832 Besitzer der Herrschaft Preßnitz mit Sitz im Schloss Preßnitz, außerdem Besitzerin von Schloss Rothenhaus. Sie förderte die hiesige Eisenindustrie und die Forstwirtschaft. Wegen ihres sozialen Engagements wurde sie vom Volk „Engel des Erzgebirges“ genannt. Bestattet ist sie in der Familiengruft auf Schloss Rothenhaus. Der heute nicht mehr existierende Ort Gabriellahütten war nach ihr benannt. Ein noch heute am Spitzberger Forsthaus bestehender Brunnen trägt nach ihr den Namen „Gabriela-Brunnen“.[V 145]
- Ferdinand Stamm (1813–1880), Lehrer, Erzieher, Schriftsteller, Journalist, Unternehmer, Politiker. U.a. Offener Brief an die Frauen Böhmens. Herausgeber einer Illustrierten in Wien. Reichstagsabgeordneter der an der Verfassung des Deutschen Reiches mitarbeitete. Kommunalpolitiker in Komotau.
- Leopold Knebelsberger (1814–1869), Komponist des Andreas-Hofer-Liedes, lebte viele Jahre in Preßnitz. Seine Frau war eine gebürtige Preßnitzerin.
- Andreas Magerl (* 1844 in Godrusch; † 1926 in Brunnersdorf), Lehrer, Verfasser der ersten Preßnitzer Heimatkunde Der Gerichtsbezirk Preßnitz im Jahre 1906.
- Wilhelm Rauscher, 1882 Gründer der privaten Preßnitzer Musikschule, die 1896 zur städtischen Musikschule wurde.
- Hans Schöft (* 1865 in Dobrzan bei Pilsen; † 1913 in Preßnitz), Arzt und später Bürgermeister von Preßnitz. Initiierte u. a. 1905 den Bau des Wasser-Hochbehälters und der neuen Wasserleitung. Ehrenbürger der Stadt Preßnitz
- Josef Hoßner (* 1874 in Leskau a.d. Eger; † 1935 in Preßnitz), Lehrer und Heimatforscher für die Gegend um Preßnitz, Chronist der Stadt. Nach ihm war die „Hoßner-Allee“ nach Reischdorf benannt. Autor etlicher Bücher.
- Ehepaar Flader. Frau Flader stammte aus einfachen Verhältnissen aus Pleil. Sie heiratet den Besitzer der Feuerlöschgerätefabriken in Jöhstadt und Sorgenthal, Hans Flader (1879–1935). Frau Flader war wohltätig tätig in den Zeiten hoher Arbeitslosigkeit um 1930 in Pleil-Sorgenthal und Preßnitz.
- Oswald Hofmann (* 1890 in Schmiedeberg; † 1982 in München), Bildhauer, schuf das Denkmal an der Schwedenheide (bei Schmiedeberg) und das Kriegerdenkmal für die Gefallenen des Ersten Weltkrieges auf dem Preßnitzer Friedhof (restauriert und heute auf dem Waldfriedhof Weipert aufgestellt).
- Alfred Mittelbach (* 1891 in Hohenofen bei Görkau; † 1969 in Memmingen), Lehrer und Chronist der Stadt. Autor des Buches Alte Heimat – Der Kreis Preßnitz (1964).
- Jan Netik († 1996), letzter Priester von Preßnitz. blieb hier bis zum Abriss der Stadtkirche Mariä Himmelfahrt. Beerdigt wurde er auf dem Friedhof von Vtelno (Mělnické Vtelno im Kreis Mělník).
- Emil Müller, 1931–1945 Direktor der städtischen Musikschule. Konstruierte eine Einhand-Flöte für Kriegsversehrte.
- Eveline Müller (* 1933 in Reichenberg; † 2002 in München), wohnhaft in Lohr am Main mit ihrem Mann Hans Müller, Geschichtsforscherin zu Preßnitzer Bergbau und Musikwesen. Eveline entstammte der alten Preßnitzer Musikerfamilie Sänger und wuchs mit Musikunterricht auf.
- Nancy Thym-Hochrein, US-Amerikanerin aus Auburn/Kalifornien. Lebt seit 1978 in Freising/Bayern. Volkskundlerin und musikalische Ethnologin. Erforschte das Preßnitzer Harfenspiel und tritt selbst als „Preßnitzer Harfenmädchen“ auf. Sie besitzt eine Sammlung Preßnitzer Hakenharfen.
- Franz Ferdinand Mayer, heiratete die Preßnitzerin Theresie Kampf/Kempf. Bedeutender Porzellanmaler. Nach Familie Kampf/Kempf waren Teiche an Heegberg benannt.

## Heimatverband der Preßnitzer in Lohr am Main
Nach der 1945/1946 erfolgten Zwangsaussiedlung der Deutschen aus Preßnitz wurden viele Preßnitzer in Lohr am Main angesiedelt. Es sollen 1946 etwa 359 Personen gewesen sein. 1955 gründeten sie den „Heimatverband der Preßnitzer“. Die Stadt Lohr übernahm 1960 (nach anderen Quellen am 5. August 1956) für die damals noch existierende Stadt Preßnitz eine „Patenschaft“, eine Art einseitiger Städtepartnerschaft.
Der Heimatverband der Preßnitzer hat sich zum Ziel gesetzt, das geschichtliche Erbe und Andenken der Stadt Preßnitz zu bewahren. Es werden regelmäßige Treffen in Lohr am Main organisiert. Es fanden Ausstellungen statt und Schulklassen aus Tschechien reisten dazu an. Wichtige Termine werden veröffentlicht in der privat verlegten Zeitschrift Mei Erzgebirg (R.A. Günther, Augsburg) in der Ausgabe Heimatblatt für die Landkreise Preßnitz-Weipert und St. Joachimsthal. Diese Zeitschrift erscheint seit 1953.